# Maria in der Tanne

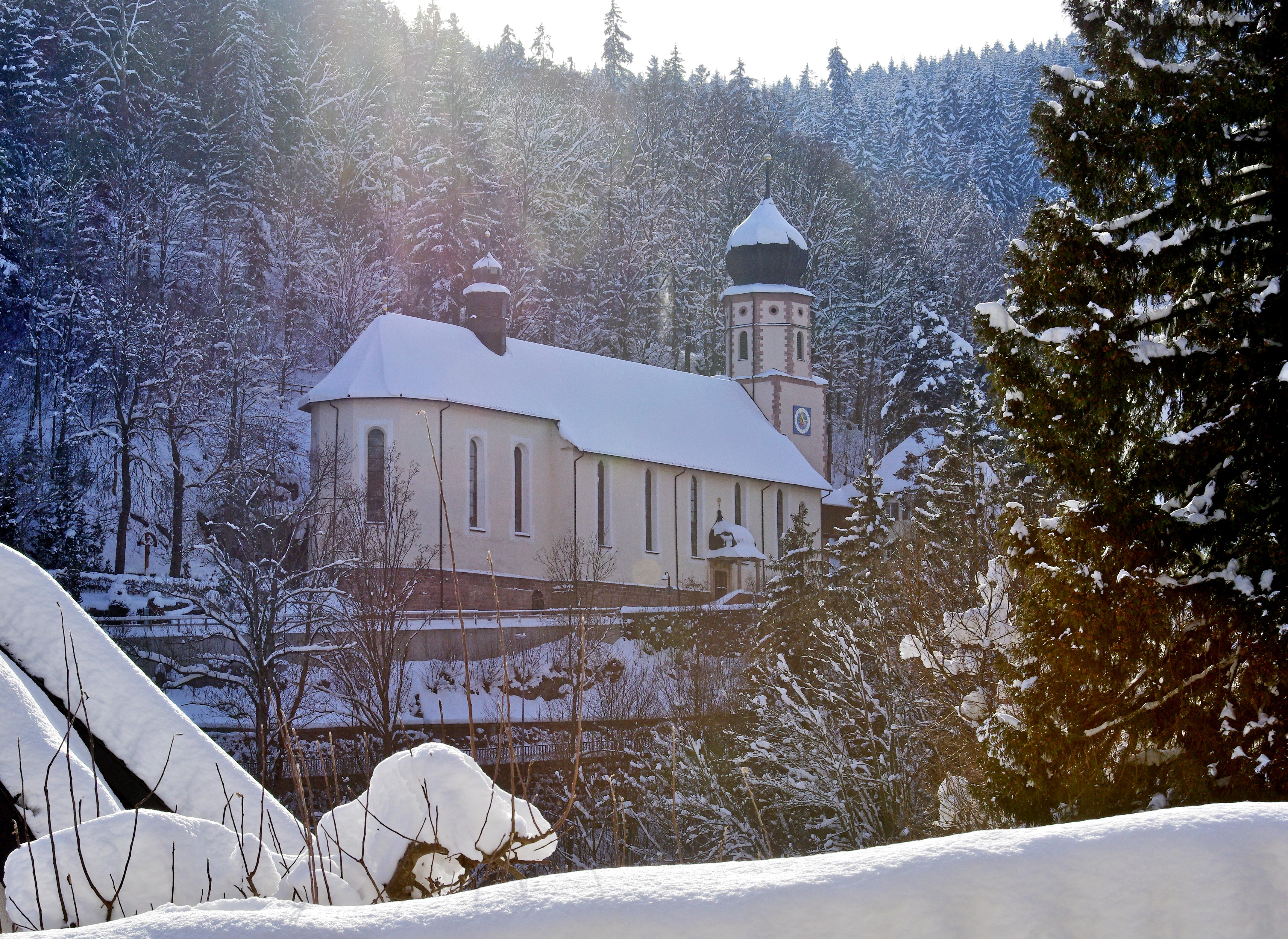
Maria in der Tanne von Norden

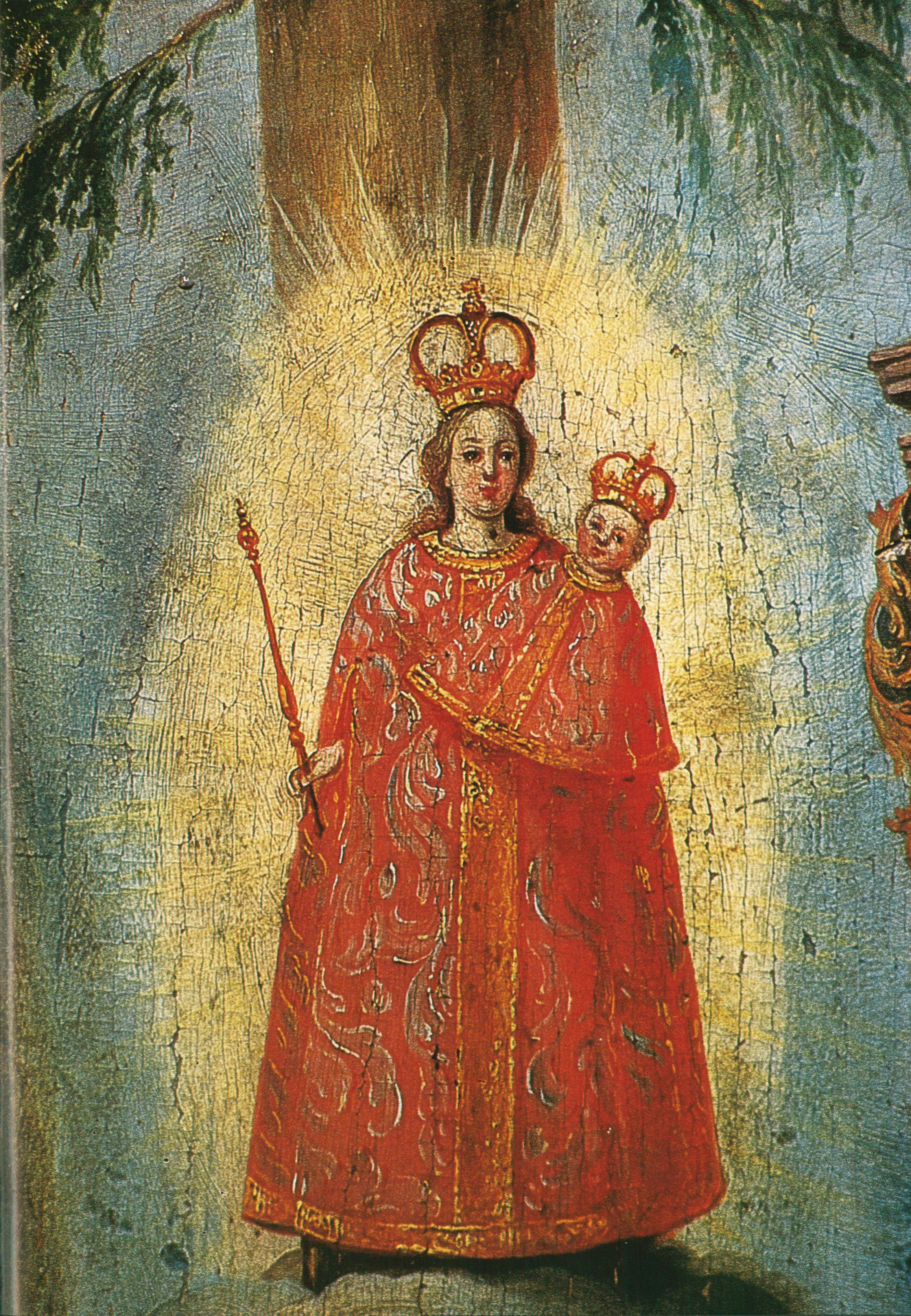
Das Gnadenbild auf einem Ölgemälde von 1707

Maria in der Tanne ist eine römisch-katholische Wallfahrtskirche in Triberg im Schwarzwald mit dem Patrozinium Mariä Himmelfahrt. Von 1826 bis 1958 war die Wallfahrtskirche auch Pfarrkirche. Seit 1959 gehört sie zur Pfarrei St. Clemens Maria Hofbauer der Seelsorgeeinheit Triberg Maria in der Tanne im Dekanat Schwarzwald-Baar des Erzbistums Freiburg. Sie dient heute Wallfahrten, Hochzeiten und Gedenkgottesdiensten. Das äußerlich schlichte Gotteshaus ist im Inneren reich barock ausgestattet.
Über Geschichte und Gestalt haben besonders die Triberger Heimatforscher Wilhelm Maier und Karl Lienhard, die Volkskundlerin Kristiane Schmalfeldt (geb. 1957), der Lehrer und Kunsthistoriker Hermann Brommer und der ehemalige Triberger Pfarrer Josef Läufer (geb. 1943) geforscht (siehe Literatur).

## Pfarrgeschichte
Spätestens um 1200 gab es im heutigen Triberg eine Burg, auf der die Herren von Triberg saßen, eine Seitenlinie der Herren von Hornberg, und von der Reste erhalten sind. 1201 ist eine kleine Kirche bei der Burg bezeugt. Sie war dem heiligen Blasius von Sebaste und später zusätzlich dem heiligen Quirinus geweiht. Kirchenrechtlich gehörte sie zur Pfarrei Schonach im Schwarzwald, Mutterpfarrei außer für Triberg auch für Schönwald im Schwarzwald, die heute in Triberg inkorporierten Dörfer Nußbach und Gremmelsbach und das heute in Hornberg inkorporierte Dorf Niederwasser. Um 1440 verlegte der Pfarrer seinen Wohnsitz von Schonach nach Triberg und nannte sich „Kilchherr in Triberg“.

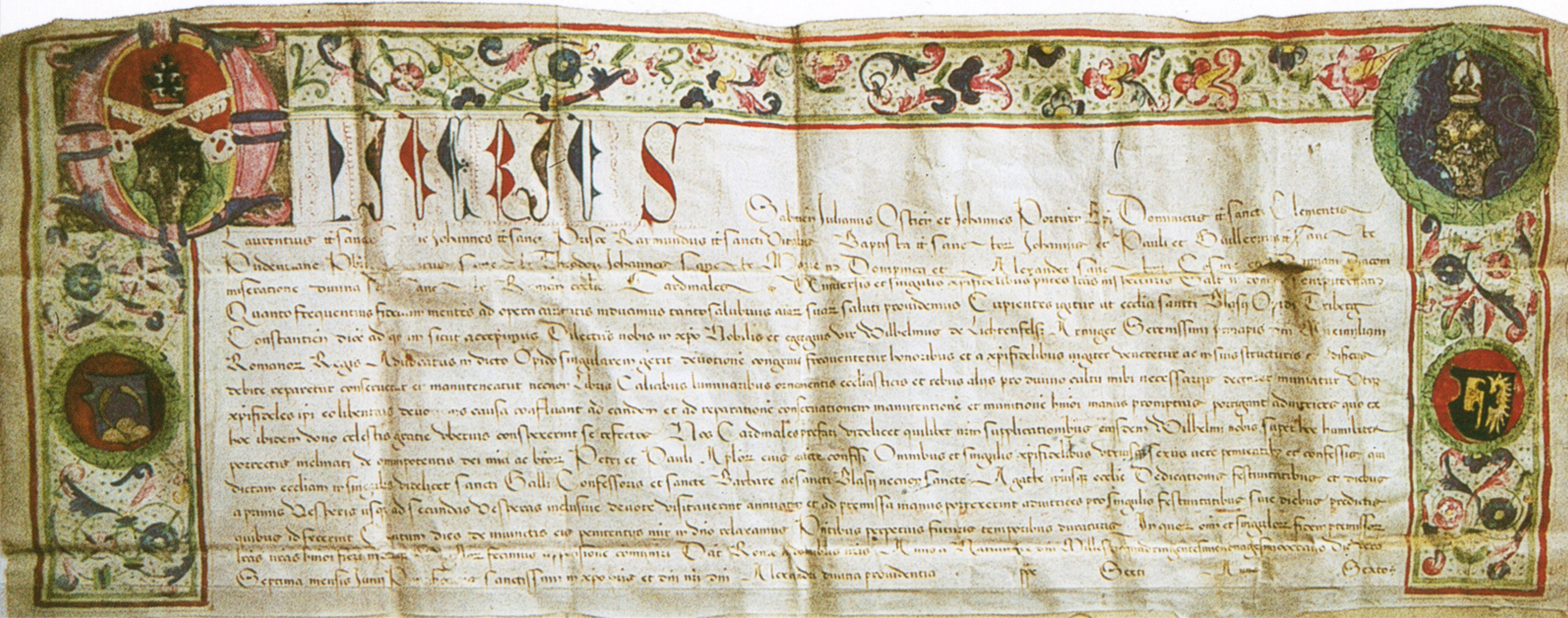
Ablass vom 7. Juni 1498

1489 brannten Burg und Stadt, und die Kirche wurde beschädigt. Zugunsten des Wiederaufbaus erwirkte der Triberger Vogt einen päpstlichen Ablassbrief für Beter, die eine Spende leisteten. Der Text auf Pergament beginnt mit dem in großen Initialen geschriebenen Namen eines der beteiligten Kardinäle „OLIVERIUS“ und ist oben und seitlich von Ornamentstreifen umzogen. Die unten angehängten zwölf Wachssiegel sind bis auf Spuren vergangen.
1564 wurde die Triberger Filialkirche von Schonach getrennt und selbständige Pfarrei. Inzwischen – endgültig 1355 – war der Ort nach Aussterben der Herren von Triberg durch Kauf an das Haus Habsburg übergegangen und gehörte damit zu dessen Herrschaftsbereich Vorderösterreich. Mit den Habsburgern blieb Triberg in der Zeit der Reformation katholisch. Die Habsburger verpfändeten es an wechselnde Ortsherren, so von 1562 bis 1584 an ihren Diplomaten und General Lazarus von Schwendi.

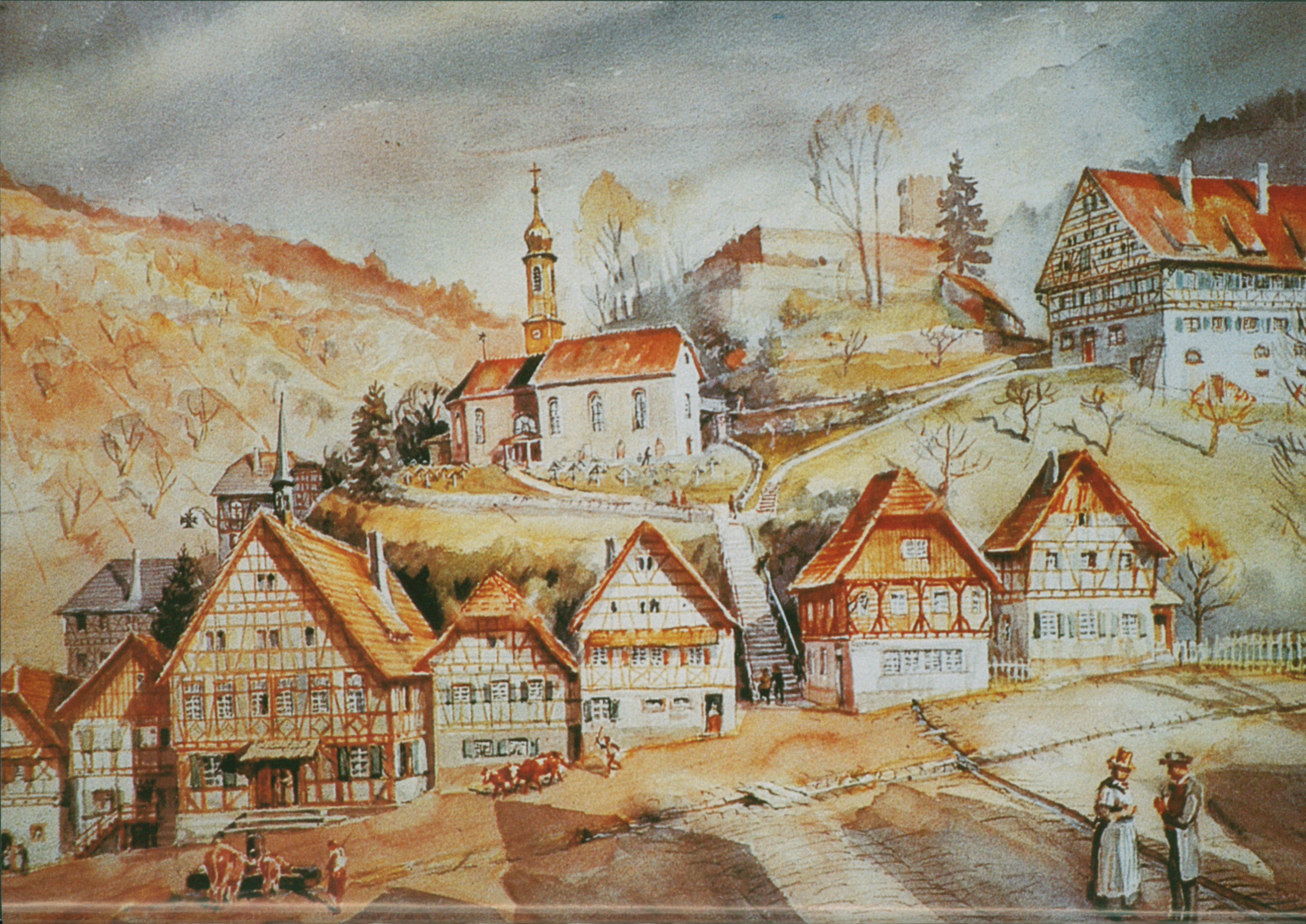
St. Blasius und Quirinus im Ortskern vor 1826

In die Zeit des Dreißigjährigen Krieges fiel der Beginn der Wallfahrt. 1697 wurde sie vom Bistum Konstanz approbiert, und es wurde eine steinerne Kapelle errichtet, die 1699 bis 1705 durch einen größeren Bau ersetzt wurde.

1797 endete die Zugehörigkeit Tribergs zu Habsburg im Gefolge des Ersten Koalitionskrieges, und über Zwischenschritte gelangte der Ort 1807 an das Großherzogtum Baden. Die neue Regierung kassierte nahezu den gesamten, durch die napoleonischen Kriege ohnehin geschrumpften kirchlichen Besitz. Unter Pfarrer Marcus Fidel Jäck (1768–1845) wurde die Wallfahrtskirche 1808 zur Pfarrkirche erhoben und die baufällige Stadtkirche St. Blasius und Quirinus zur Filialkirche degradiert. 1821 kam Triberg vom Bistum Konstanz ans Erzbistum Freiburg. 1826 fiel die Stadtkirche einem Brand zum Opfer und wurde durch eine neue im Weinbrenner-Stil ersetzt. An deren Stelle entstand schließlich von 1956 bis 1958 der heutige Bau, dem heiligen Klemens Maria Hofbauer geweiht, der fünf Monate an Maria in der Tanne gewirkt hatte (siehe unten). 1959 kehrte schließlich die Pfarrfunktion mit einem Dekret von Erzbischof Hermann Schäufele an die Stadtkirche zurück: 

„Das im Jahre 1564 bei der Kirche SS. Blasii et Quirini Epp. Mm. in Triberg errichtete Pfarrbenefizium übertragen Wir nach Anhörung Unseres Metropolitankapitels und aller hierfür in Betracht kommenden Stellen gemäß can. 1428 CJC an die neuerbaute, dem hl. Clemens Maria Hofbauer geweihte Kirche in Triberg.
Zugleich stellen Wir fest, daß die von der Wallfahrtskirche Ad Assumtionem BMV in Triberg bisher innegehabten Rechte und Privilegien an die neue Kirche übergegangen sind.
Freiburg i. Br., den 5. Oktober 1959.

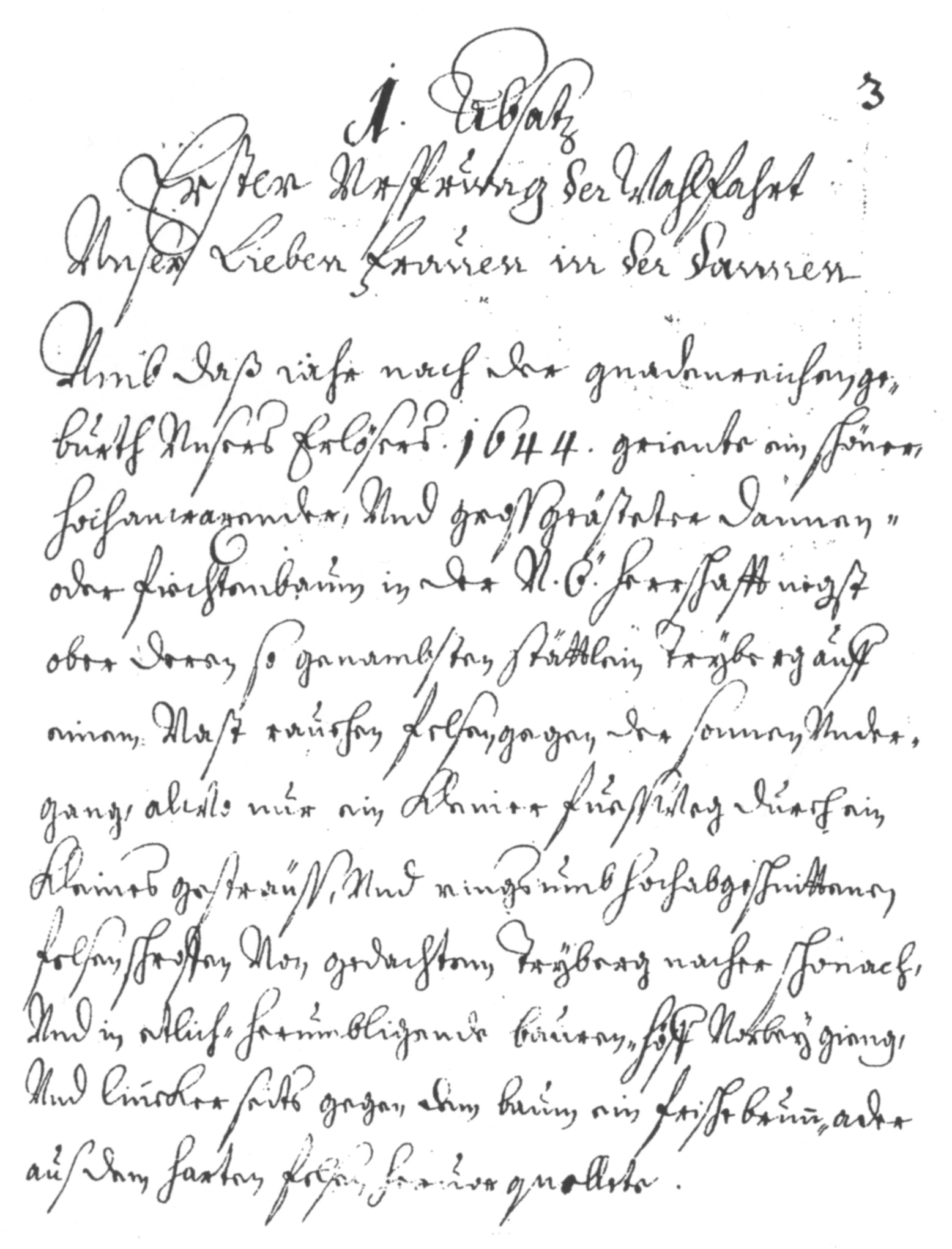
Beginn von Degens Handschrift

Hermann, Erzbischof“

## Geschichte der Wallfahrt

### Ursprungserzählung
Die Erzählung ist in handschriftlichen, 1722 unter dem Titel „Wunderbarliche Dannen-Frucht Auß einem Unfruchtbaren Felsen auff dem Schwartzwald entsprossen“ gekürzt im Druck erschienenen Aufzeichnungen von Johann Baptist Degen überliefert. Degen wurde am 8. Juni 1680 in Stockach geboren. Nach Studium in Freiburg im Breisgau wurde er 1705 zum Priester geweiht und ging im selben Jahr als Pönitentiar nach Triberg, das er nicht mehr verließ. Er wurde dort Wallfahrtsdirektor, 1707 zusätzlich Nachfolger des freiwillig ausscheidenden Stadtpfarrers Jacob Irslinger an St. Blasius und Quirinus, ebenfalls 1707 zum Dr. theol. promoviert. Aus seiner Ursprungserzählung und seinen zahlreichen Briefen ans Konstanzer Bistum „ergibt sich das Bild eines energischen, selbstbewußten, tatkräftigen Mannes, der Autorität besaß und es verstand, sich durchzusetzen, so im Umgang mit dem Obervogt und den ihm unterstellten Pönitentiaren.“ Er starb am 24. Juni 1730.
Nach Degen stand am Beginn der Wallfahrt, im Jahr 1644, ein Wunder:
- Degens Chronik
- Titelblatt des Drucks
- Widmung des Drucks, erste Seite
- Widmung des Drucks, letzte Seite
- Seite 1 des Drucks
- Seite 2 des Drucks
- Seite 3 des Drucks

 Eine Traumstimme versprach dem Kind Heilung, wenn es das Pergamentbild wieder „sambt dem Sturtzlädlein an den grossen Dannen-Baum bey dem Brunnen aufhencken werde“. So geschah es.
Degen kannte Barbara Franz, die 1717 starb, persönlich.

Degens Chronik
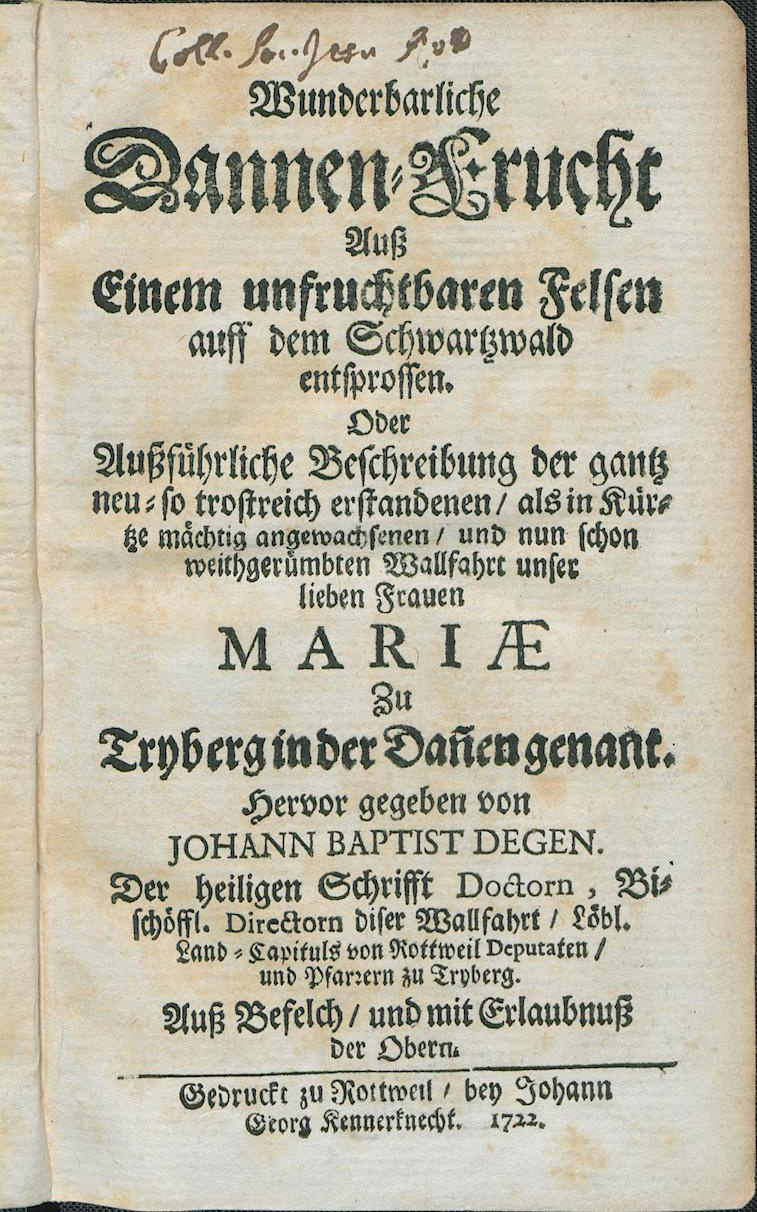
Seite 10 des Drucks
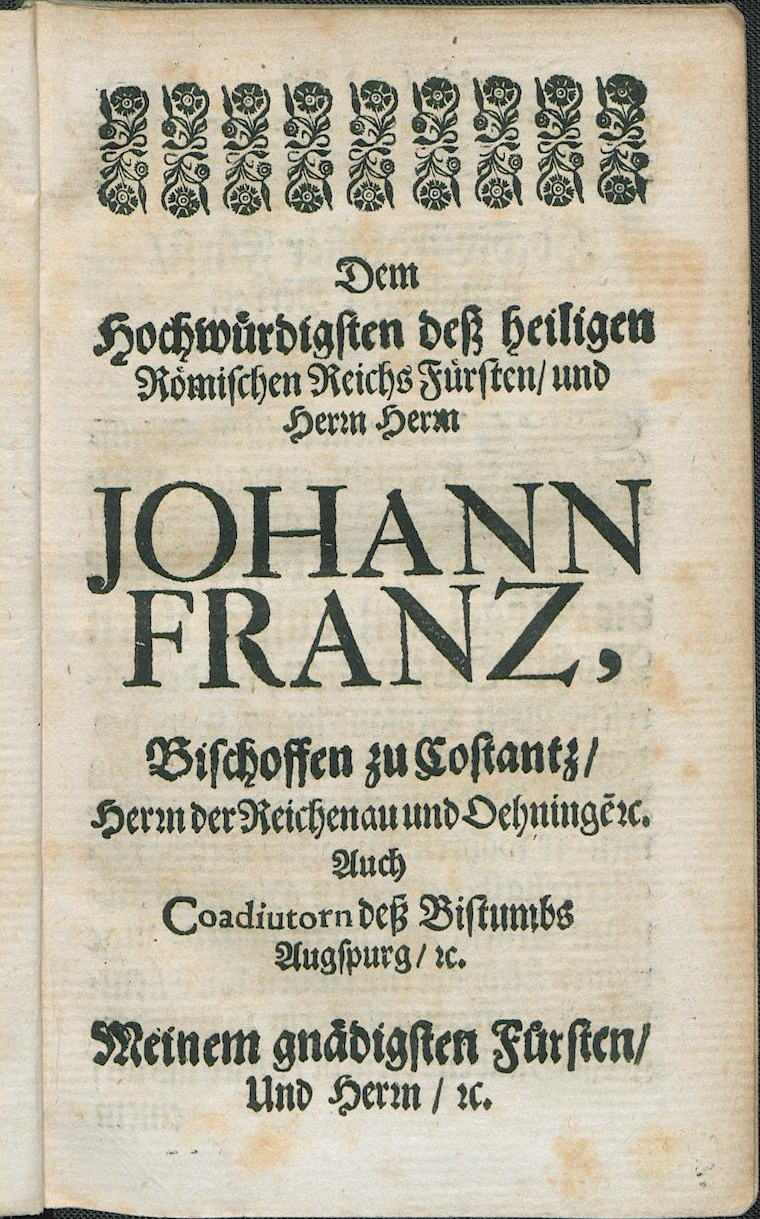
Seite 11 des Drucks
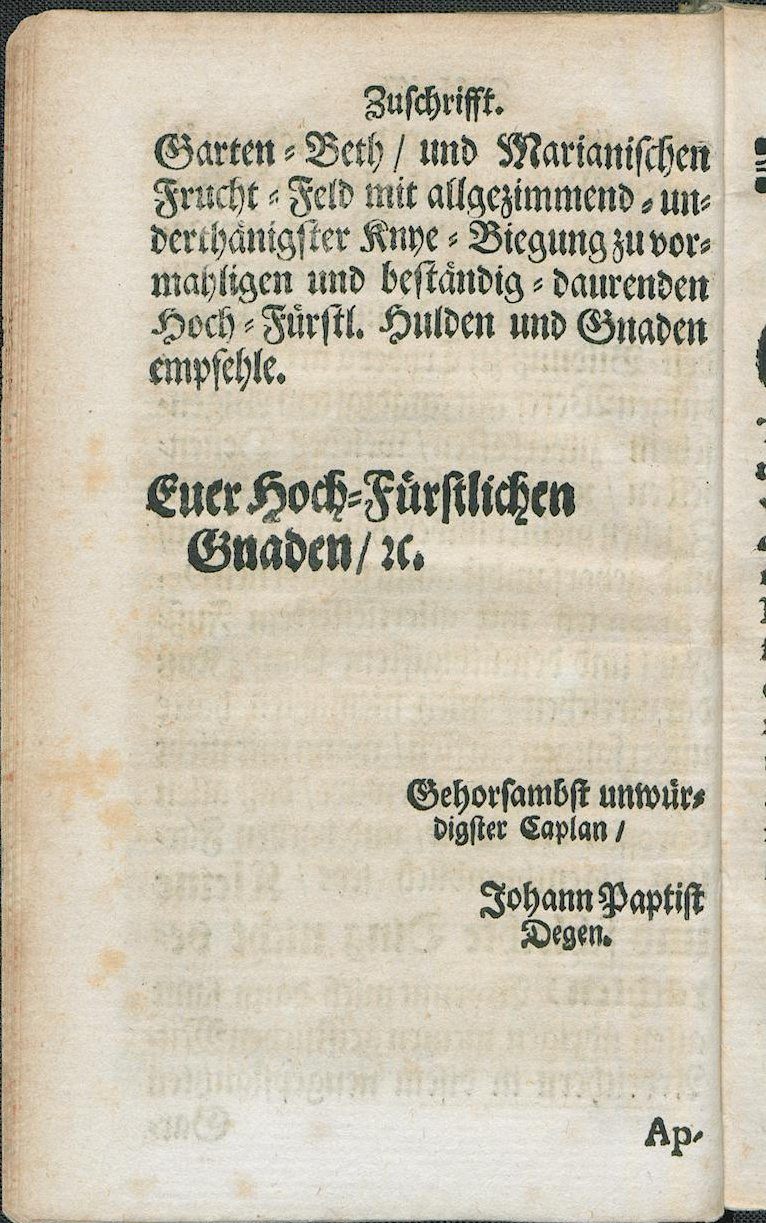
Seite 12 des Drucks
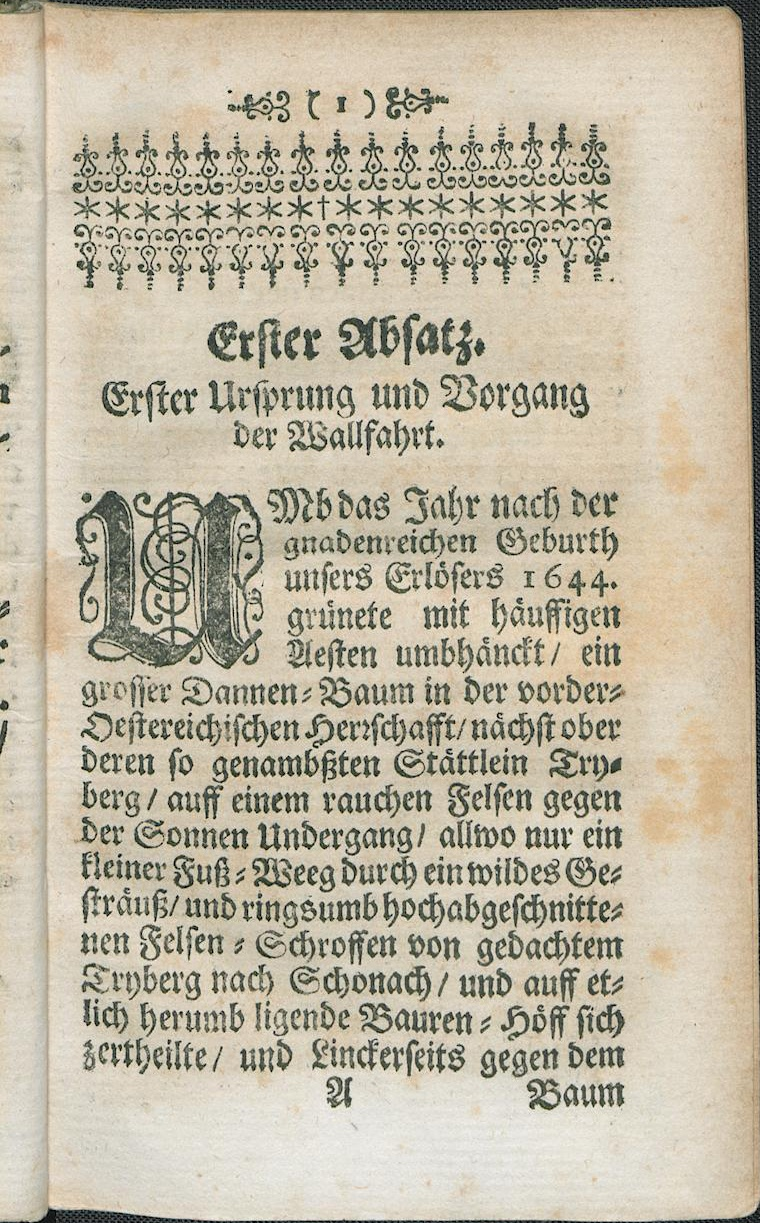
Seite 18 des Drucks
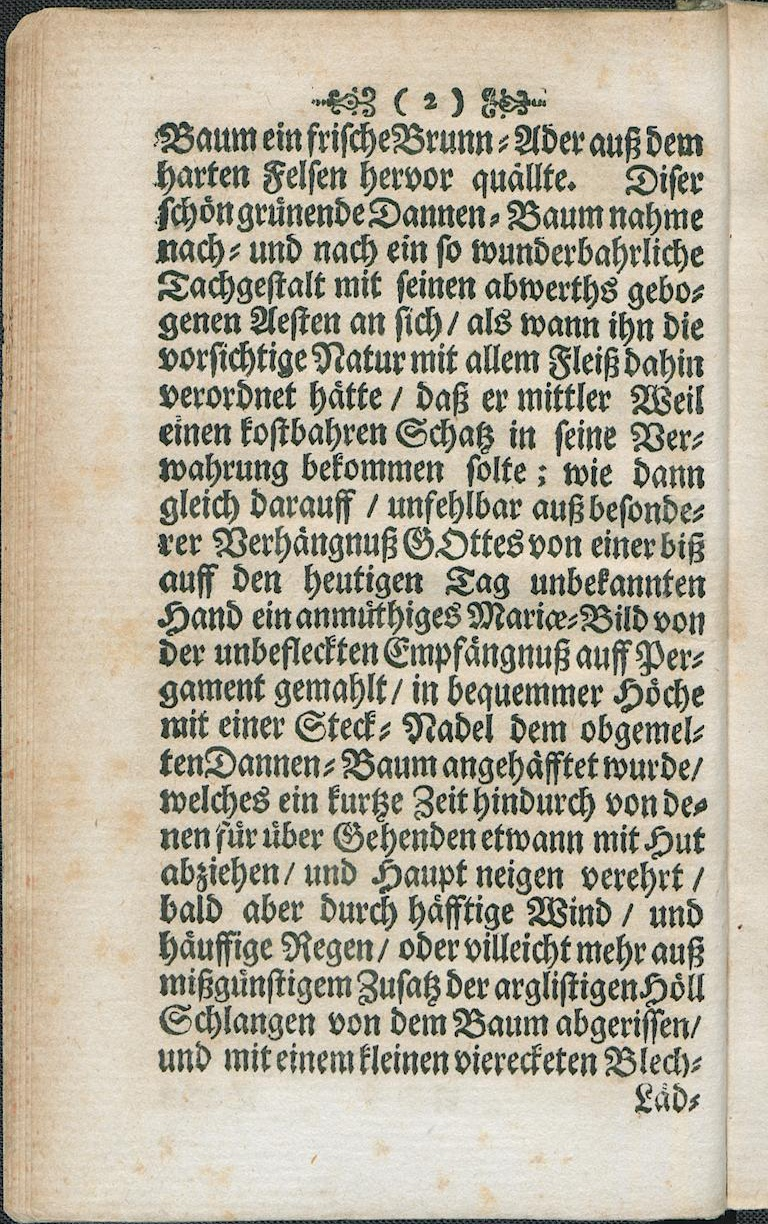
Seite 19 des Drucks
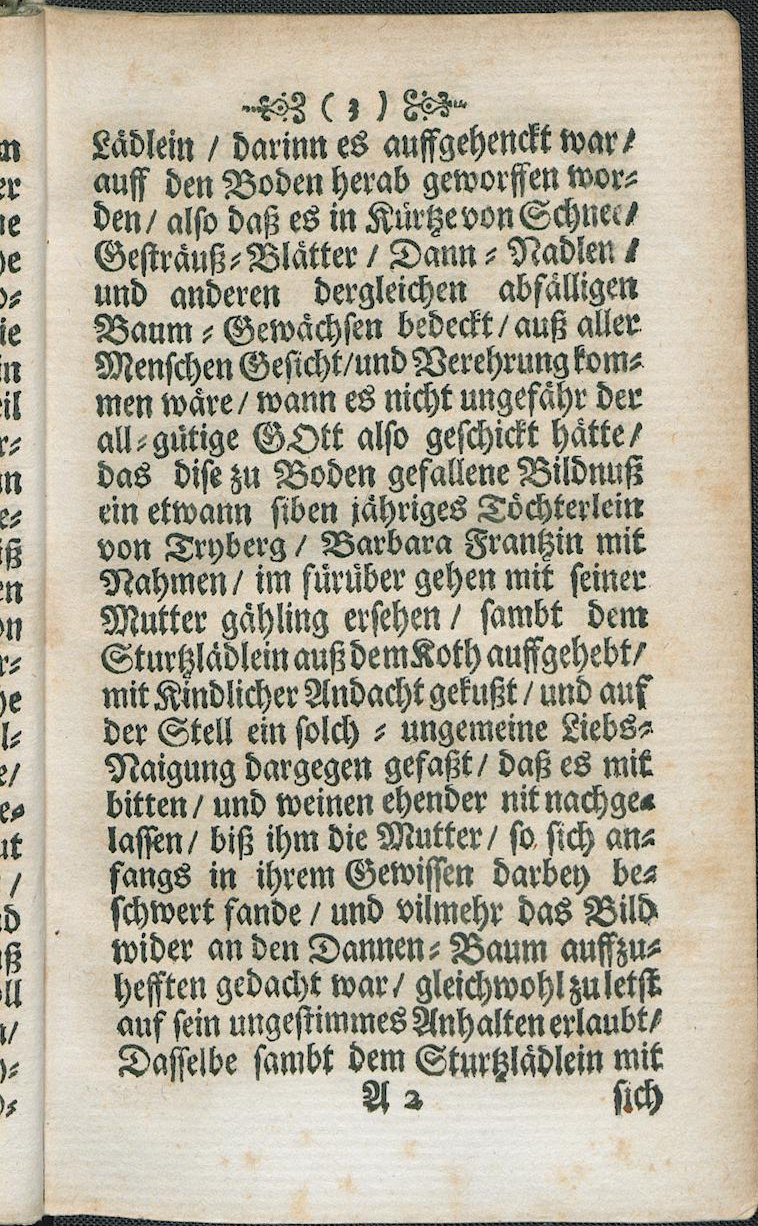
Seite 20 des Drucks

Degens Chronik
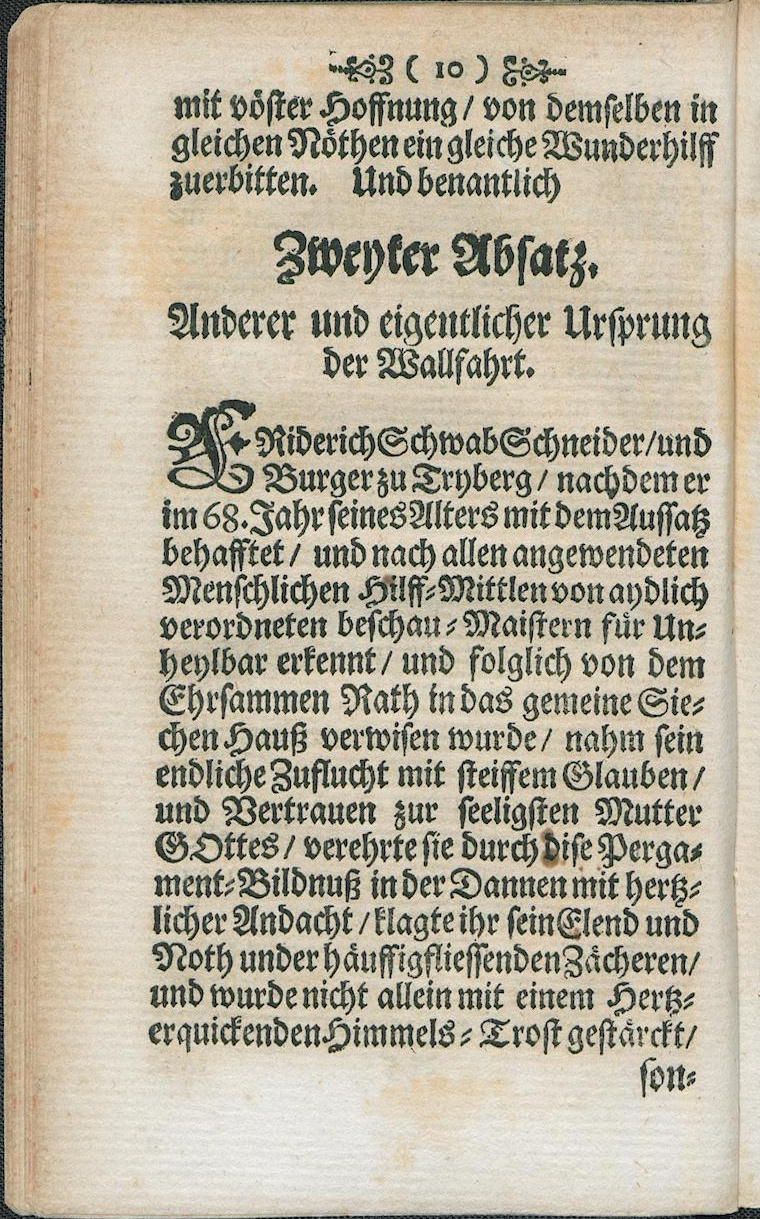
Seite 10 des Drucks
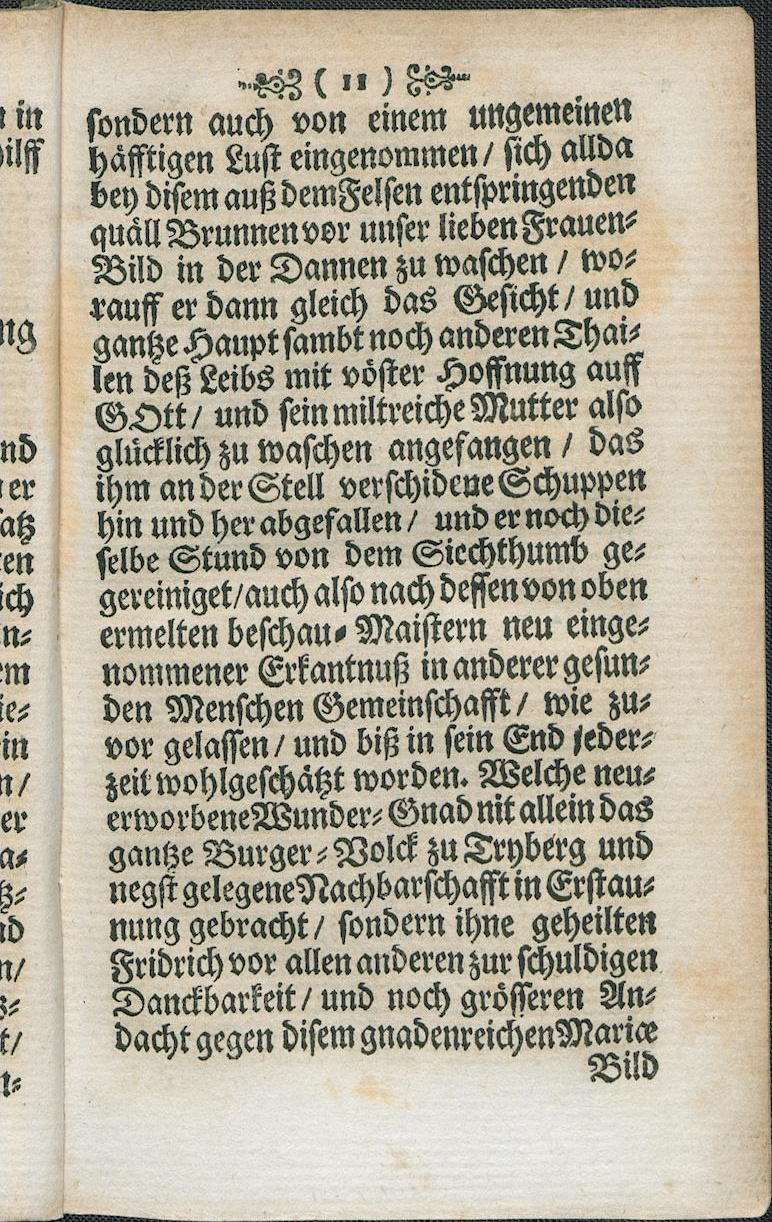
Seite 11 des Drucks
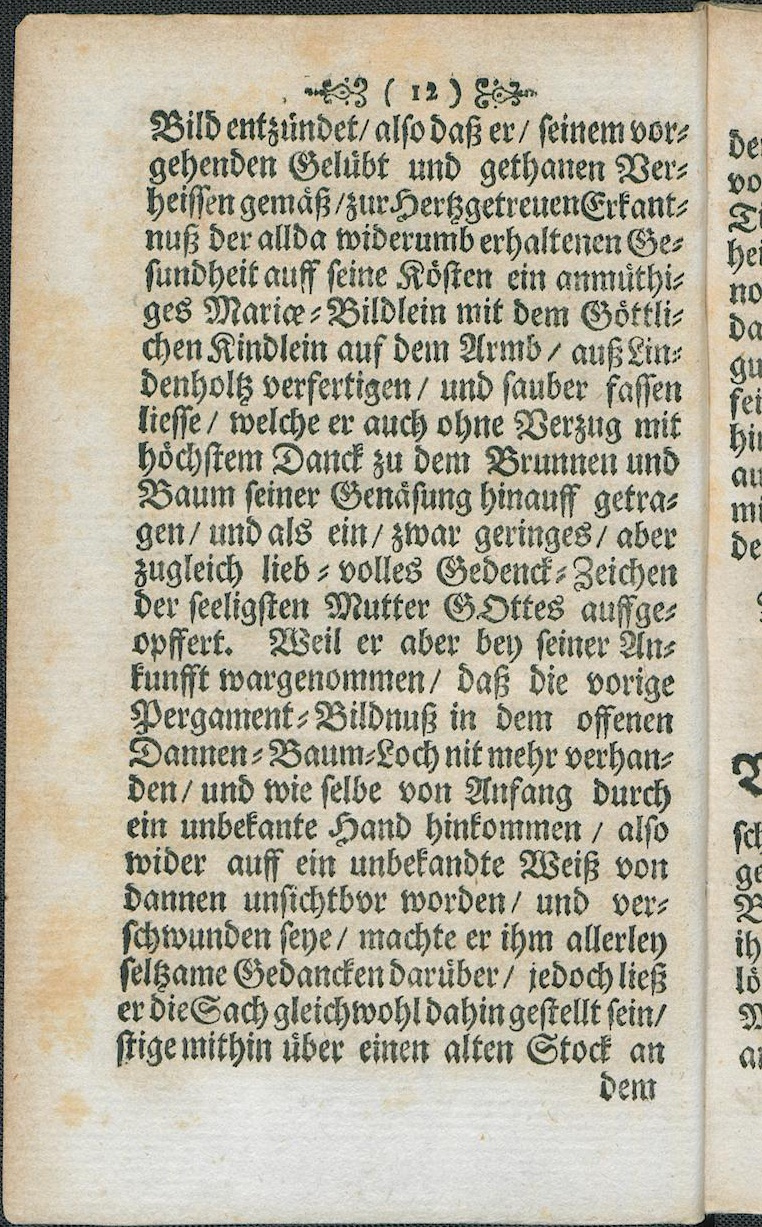
Seite 12 des Drucks
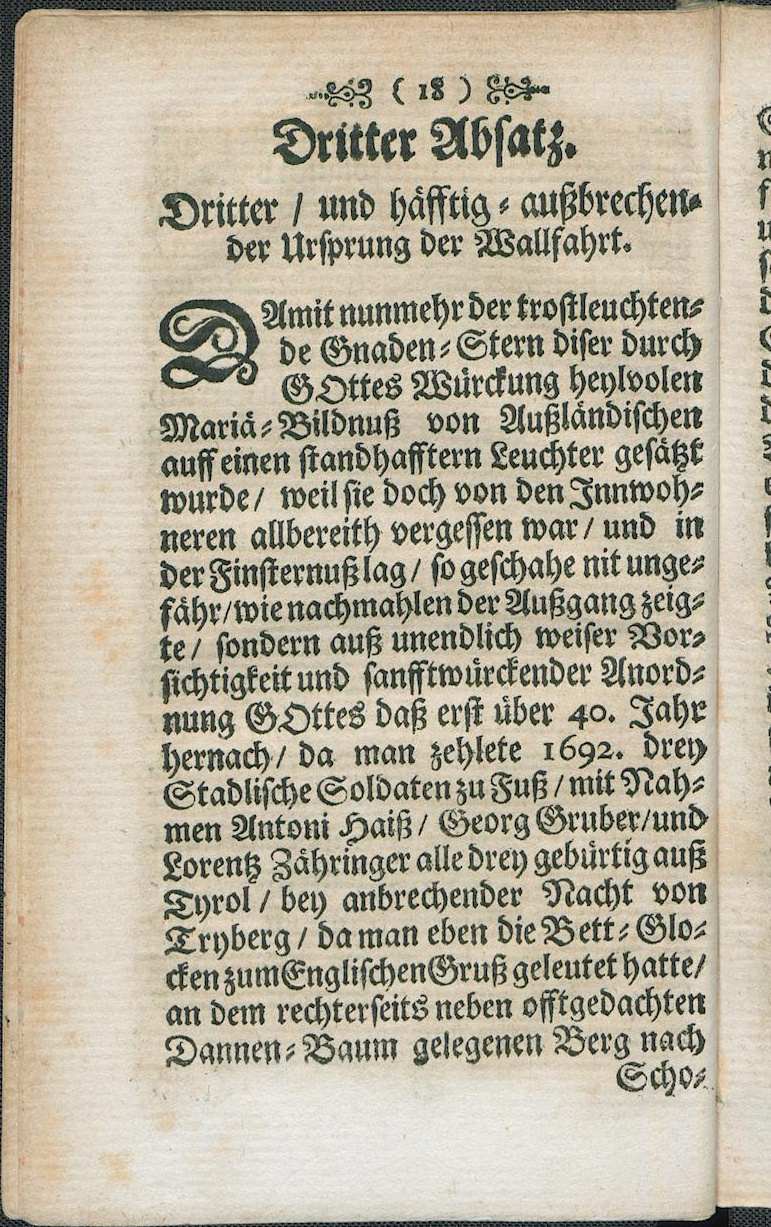
Seite 18 des Drucks
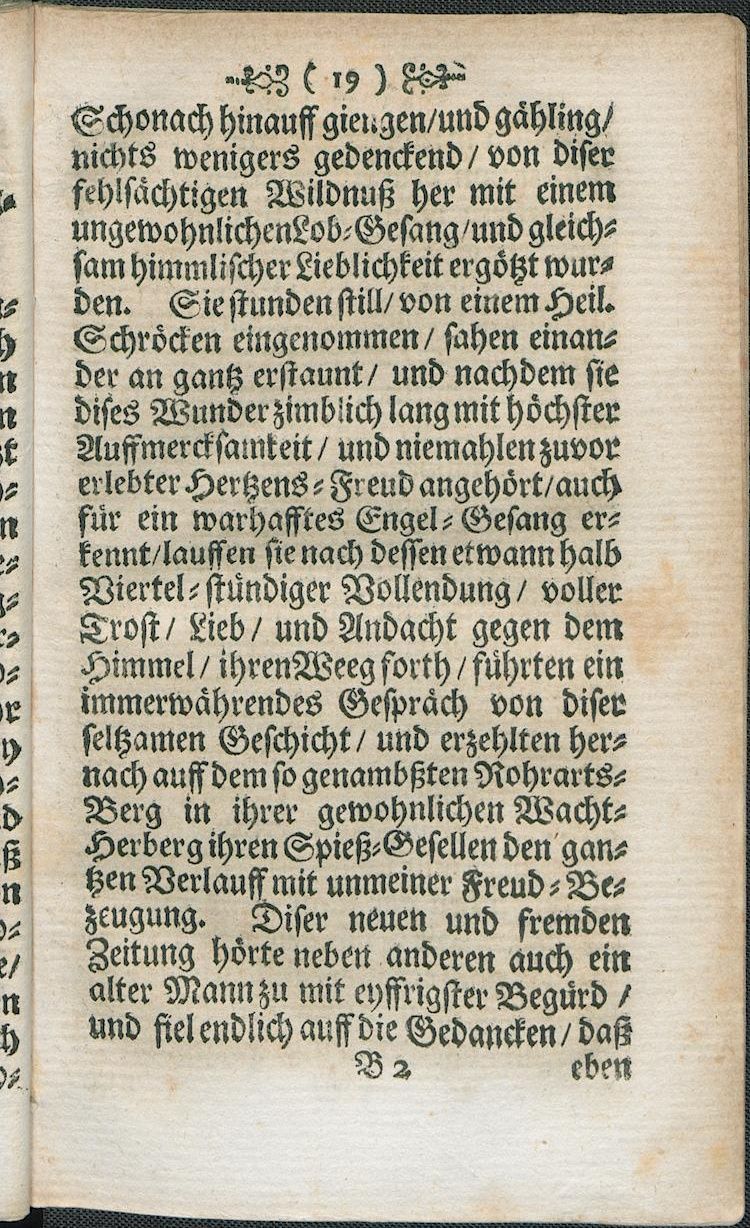
Seite 19 des Drucks
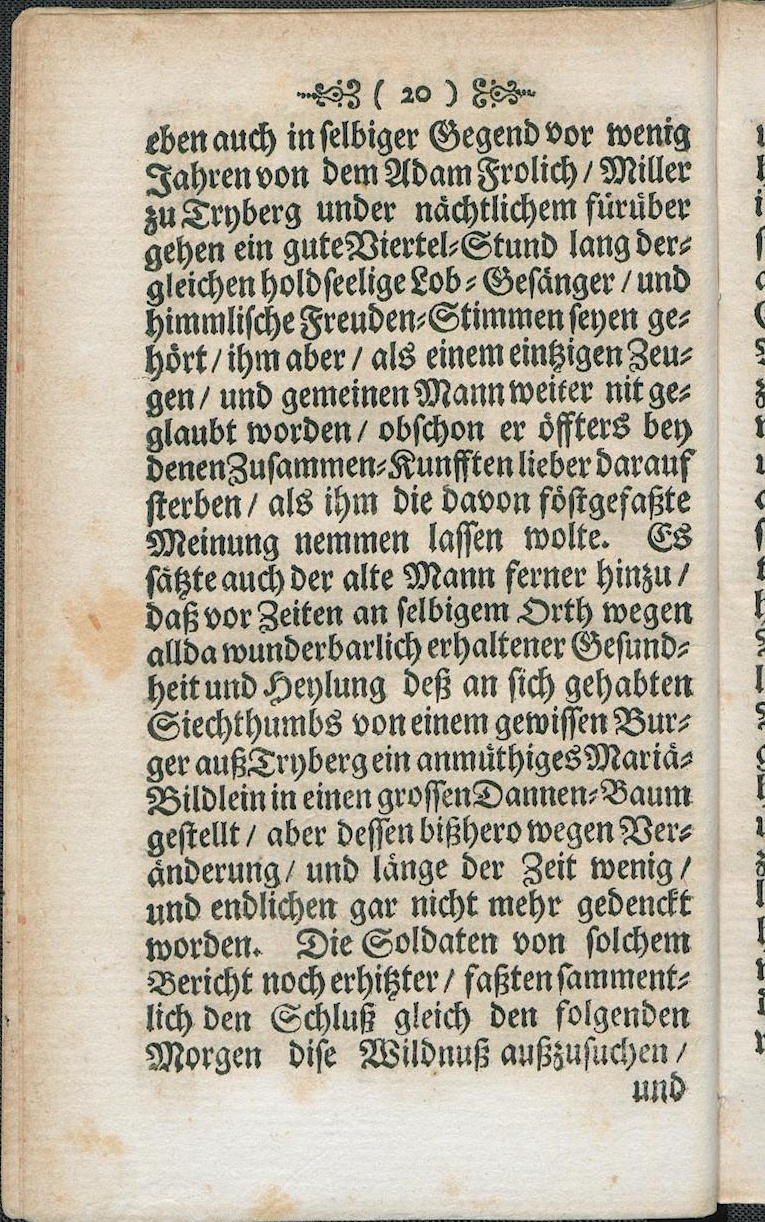
Seite 20 des Drucks

1645 ereignete sich ein zweites Wunder. Der 68-jährige Schneider Friedrich Schwab litt an „Aussatz“, nahm seine Zuflucht zu dem Bild an der Tanne und wurde geheilt. Zum Dank ließ er aus Lindenholz eine kleine Marienstatue schnitzen und stellte sie in dem Rindenloch auf, wo das Pergamentbildchen gehangen hatte. Die Statue wurde das eigentliche Gnadenbild. Man schützte sie mit einem Holzdach und einem Eisenring, an dem ein Opferstock befestigt war. Kamen zunächst viele Gläubige, so ging der Besuch später zurück. Das Holzdach verfiel, der Eisenring zersprang, der Opferstock wurde mehrfach aufgebrochen.
Dass Maria in der Tanne nicht in Vergessenheit geriet, ist einem Ereignis fast fünfzig Jahre später, 1692 zu verdanken. Im Pfälzischen Erbfolgekrieg war Militär in der Gegend stationiert. Drei Tiroler Soldaten wurden an einem Dezemberabend auf dem Weg von Triberg nach Schonach „mit einem ungewohnlichen Lob-Gesang und gleichsam himmlischer Lieblichkeit ergötzt“ – „ein warhafftes Engel-Gesang“. In ihrer Herberge auf dem Rohrhardsberg erfuhren sie, dass ein Triberger Müller vor einigen Jahren dasselbe erlebt habe und dass in der Nähe eine Marienstatue stehe. Sie machten sich auf die Suche und fanden das halb von Rinde umwallte Bild, das sie tief beeindruckte. Sie brachten ein Fenster davor an, ein Schutzdach mit Inschrift „Sancta Maria, patrona militum, ora pro nobis – Heilige Maria / Patronin der Soldaten / bitt für uns“, sammelten auch „für ein rothes Röcklein für ein Kleid.“ Ein vierter Soldat, Gabriel Maurer, erkrankte 1694 so an Gliederschmerzen, dass er nur noch an Krücken gehen konnte. Mit größter Mühe pilgerte er zu Maria in der Tanne. Er versprach, in den Kapuzinerorden einzutreten, wenn er geheilt würde. Auf dem Rückweg schlief er ein. Erwachend spürte er „eine solche Linderung an allen seinen Glidern <…> daß er sich understanden / die Achsel-Krucken auf die Seithen zu legen / und einen Versuch an sich selbsten zu thun / ob ihm nicht möglich wär / ohne Krucken weitter zu kommen / ist auch ohne derselben Beyhilff mit GOttes Gnad allein auffgestanden / hat ein lautes krachen und knallen hin / und her in den glidern gehört / und seine Kräfften gähling also wunderbarlich gestärckt befunden.“ Maurer wurde als Laienbruder eingekleidet und Wallfahrtsbruder in Triberg.
Nach Schmalfeldt war Maurers Heilung das eigentliche Gründungsmirakel der Triberger Wallfahrt. Mit ihr begann „concursus populi“, der Zulauf des Volks. „Durch die als mirakulös empfundene Heilung des Soldaten hatte sich das Andachtsbild im Baum als imago miraculosa ausgewiesen, der Andachtsort als Gnadenort, an dem auch andere Gläubige hoffen konnten, durch die Fürbitte Mariens Hilfe in ihren Anliegen zu erhalten.“
„Bildbäume“ sind im christlichen Kult weit verbreitet. Für Christen symbolisiert ein Baum den Baum des Lebens und den Baum der Erkenntnis von Gut und Böse im Garten Eden (Gen 2,9 ), und der Lebensbaum wiederum ist Typos des Kreuzes Jesu. Quellen an Bildbäumen wie in Triberg legen die Assoziation mit dem Lebensbaum besonders nah. Eine von zahlreichen Bildbaum-Wallfahrten im Erzbistum Freiburg führt zum Giersberg in Kirchzarten. Ein Junge vernahm himmlischen Gesang, als dessen Ausgangspunkt ein Marienbild in einer Baumöffnung ausgemacht wurde. Die Giersberg-Wallfahrt ist jünger als die zu Maria in der Tanne, um 1710, und könnte durch letztere angeregt worden sein.
Die Ursprungserzählung zu Maria in der Tanne ist von den kirchlichen Aufsichtsbehörden mehrfach geprüft worden. Degen hat um die Fakten Legenden gerankt. Am Anfang stand wohl die als heilkräftig geltende Quelle. „Das Pergamentbild wird erst später an den Baum geheftet, der also zuerst als eine Art Bildstock fungierte und dessen exponierte Lage in Verbindung mit dem Brunnen sich dazu förmlich anbot. <…> Auf dem sicheren Boden historischer Tatsachen dagegen bewegen wir uns jedenfalls erst mit dem beglaubigten Fundbericht der drei Tiroler Soldaten und dem ersten Mirakel an Gabriel Maurer.“

### Weitere Entwicklung

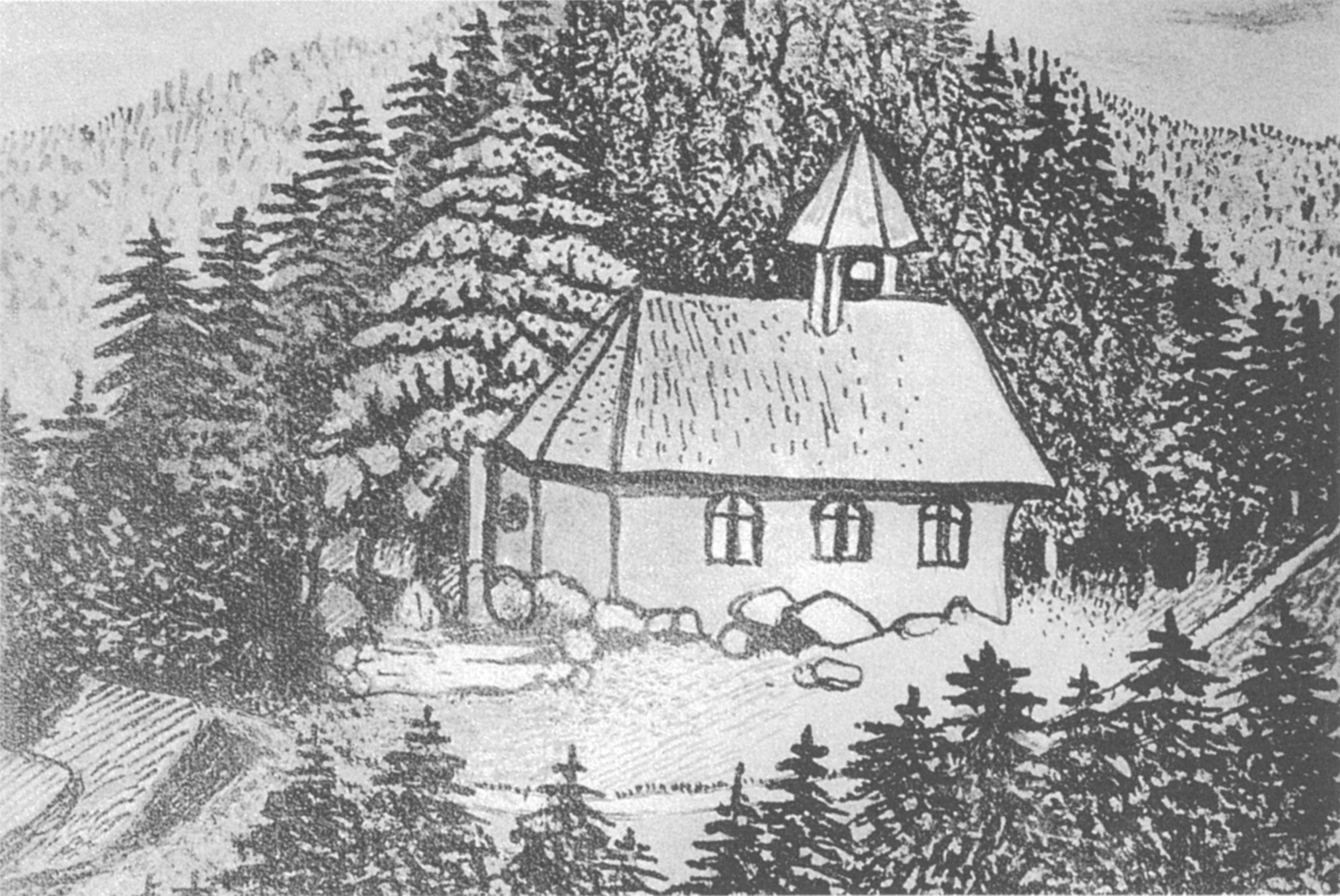
Steinkapelle 1697

Degen hat die Wallfahrtsgeschichte bis zum Jahr 1727 weitergeführt.
Die Wunderheilungen rissen nicht ab. Allein 1894 verzeichnet Degen fünf. „Im Jahr 1694 wurde durch deß Gabriel Maurers, ietzmahligen Wahlfahrtsbrüders wunderbahrlich bey dem dannen-baum erhaltene haylung von einer halbiährigen glidersucht das wunderwürckende Mariäbildlein weith und braith bekant, und algemach schon in formb einer Wahlfahrt auch von weithentlegenen landsgenossenen, Breysgauerenen und Älsässeren andächtig besucht.“
An Mariä Heimsuchung 1695, dem 2. Juli, hielt Irslinger bei der Tanne unter freiem Himmel die erste Predigt. Im selben Jahr wurde eine Holzkapelle errichtet. Im Jahr darauf baten Irslinger und der Triberger Vogt das bischöfliche Ordinariat um die Erlaubnis, in der Kapelle die heilige Messe zu feiern. Gleichsam als trotzige Antwort auf die Ablehnung aus Konstanz legte der in Triberg einquartierte Hauptmann und Malteserritter von Johann Friedrich von Kageneck (1633–1705) am 9. Juni 1697 den Grundstein zu einer steinernen Kapelle. Schon tags darauf protestierte der Pfleger der Wallfahrt Hörnleberg beim Konstanzer Bischof Marquard Rudolf von Rodt, „das solches diser so uhralten, Wunderthätigen und sonsten weit und brait besuchten Wahlfahrt, indem das gemeine volckh und pöbel ohne das zur Newerung incliniert, ein zimblicher abbruch causiere“. Konstanz verordnete „sub poena excommunicationis“ – unter Androhung der Exkommunikation – den Abriss des schon Gebauten. Triberg widersprach. Das Ordinariat setzte eine Untersuchungskommission unter dem Bräunlinger Pfarrer Johann Baptist Frank ein. Frank war der Triberger Wallfahrt abgeneigt. Beim ersten Anblick des Gnadenbildes aber, berichtet Degen, ergriff ihn ein solcher Schrecken, „daß er vor forcht gezittert, im angesicht erblaicht, auff die knie Nidergefallen, <…> und mit haiss fliessenden thränen, auch kläglich-anmüthiger stim yber lauth angefangen zue singen salve Regina mater misericordiae deme der H Pfarrer Irslinger, und einige mehr mit allgemein und offentlich entstandenem Wainen alles Volcks den ganzen hymnum auszuesingen geholffen, er aber nach dessen Vollendung ausser der Capellen vor vilen umbstehenden bekent Jetzt finde er wahrhafftig, daß dis ein hayliger orth seye, und Gott allda durch ein kleines bildlein seiner seligsten Muetter grosse Wunder würcke“. Mag das Damaskuserlebnis Degens Ausschmückung sein, jedenfalls wurde der Kapellenbau genehmigt und Pfarrer Frank mit der Grundsteinlegung beauftragt. Aus der Tanne wurde das Stück mit dem Gnadenbild herausgesägt und auf den Altar gestellt, der Rest des Baumes aber, um Missbrauch zu verhindern, verbrannt. Am 21. November 1697 zelebrierte Pfarrer Frank in der Steinkapelle die erste heilige Messe. Für Gabriel Maurer wurde ein Mesnerhaus gebaut.
Die Wallfahrt florierte. Ablässe und die Gründung einer Skapulierbruderschaft 1698 erhöhten die Attraktivität.
Degen vermerkt, dass vom 21. November 1697 „biß auf den 31. Christmonath 1700. und also innerhalb 37. Monath und 9. Tägen an disem zu vor so wilden / jetz aber so belobten / und von Wundern / und Gnaden hochgeschätzten Orth / 6707. H. Messen gelesen <…> auch 152854. sage / hundert zwey und fünfftzig tausend / achthundert / vir und fünfftzig beichtende gezehlet worden.“ Die Opferstockspenden beliefen sich 1697 auf etwa 1141, beim Höhepunkt im Jahr 1700 auf etwa 4770, im 18. Jahrhundert auf jährlich rund 600 fl.
Mit Degens Tod endete die Blüte. Sein Nachfolger als Wallfahrtsdirektor und Pfarrer, Benedikt Günter aus Freiburg im Breisgau, wirtschaftete schlecht und verstand sich nicht mit den anderen Priestern an der Wallfahrt. Degens Chronik führte er nicht fort. 1745 trat er freiwillig zurück. Auf ihn folgte Johannes Anton Schiller. Er berichtet, im Chor von Maria in der Tanne habe schon viele Jahre ein Kasten mit einer Reliquie der Katakombenheiligen Serena gehangen, „ein kleiner particul mit der Innschrift von der hirnschal“, jedoch ohne Nachweis der Echtheit. Gemeinsam mit dem Vogt beschaffte er aus Rom den gesamten „heiligen Leib“ mitsamt einem „Authentikum“'. Am 16. April 1751 wurden die Gebeine, zuvor in Rottenmünster kostbar bekleidet, nach Triberg überführt.

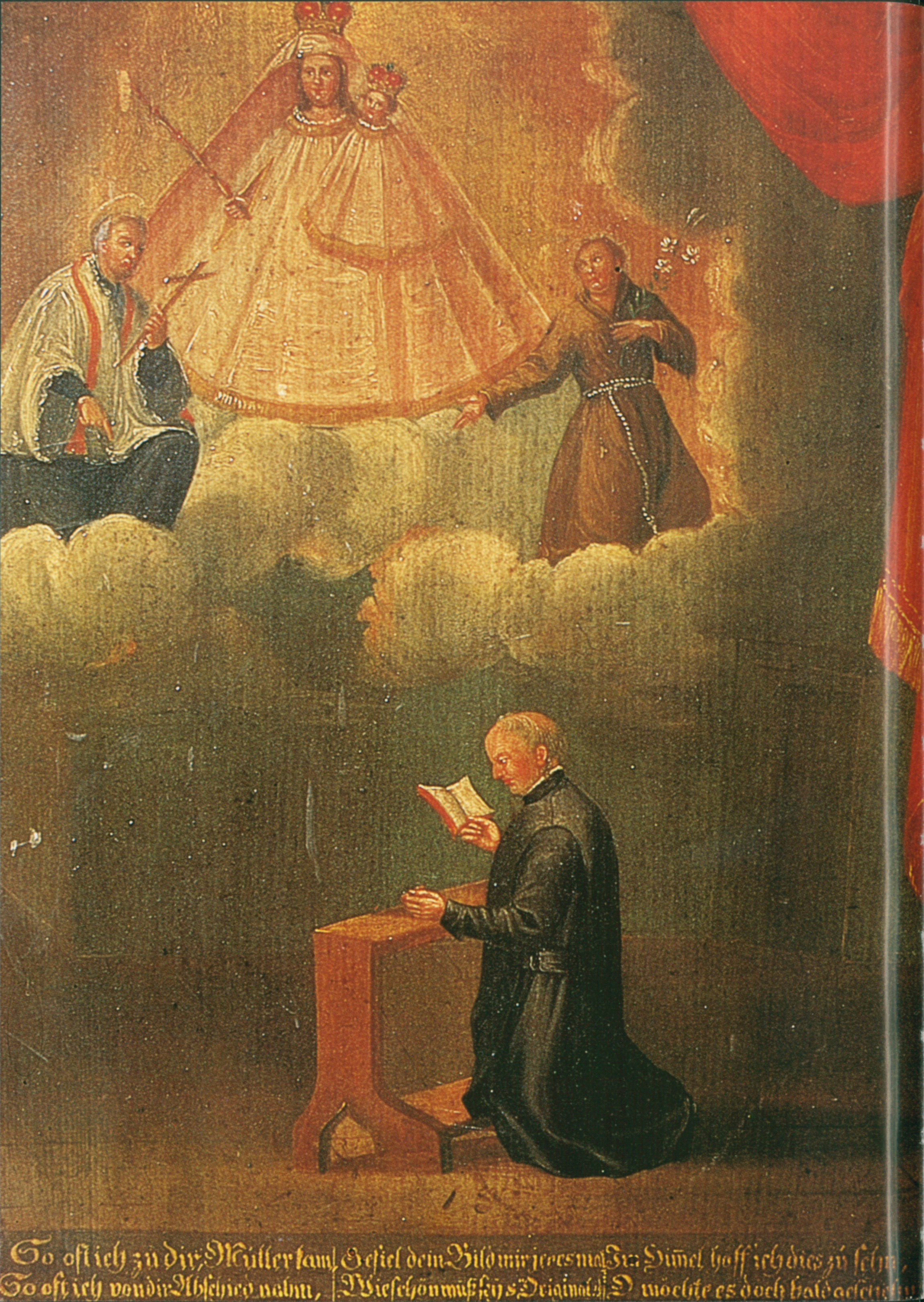
Votivbild von 1805 mit Hofbauer vor dem Gnadenbild, Franz Xaver und Antonius von Padua

Die unter Maria Theresia begonnenen, durch ihren Sohn Kaiser Joseph II. forcierten Kirchenreformen mit dem Verbot von Wallfahrten und der Aufhebung von Klöstern und Filialkirchen überstand Maria in der Tanne ziemlich unbeschadet. Während im Breisgau bis 1789 sechzehn Kapellen geschlossen wurden, darunter als bekannteste die Lindenbergkapelle bei St. Peter, verordnete die vorderösterreichische Regierung zu Triberg:„Die unweit dem Stadtgen Triberg bestehende berühmte, und noch immer stark besuchte Wallfahrtskirche ist, weil die ganze Herrschaft Triberg aus Berg und Thal, und einschichtigen Höfen bestehet, nicht als abseitig anzusehen, sondern vielmehr als eine mit dem Stadtgen verbundene Kirche zu betrachten, hiemit zu belassen.“ Wirtschaftliche Erwägungen mögen eine Rolle gespielt haben.
Dagegen setzten die Koalitionskriege und Priestermangel zur Zeit der Wallfahrtsdirektoren Ignaz Fidelis Zwingler (von 1781 bis zu seinem Tod 1801) und Franz Joseph Höhn (von 1802 bis zur Unterstellung unter die Stadtpfarrkirche) der Wallfahrt hart zu. Die Triberger wünschten für ihre Wallfahrt acht Priester. Im Jahr 1801 wurden zwei Kapuzinerpatres zu Hilfe gerufen. Auch halfen zwei Priester, die die Französische Revolution aus Frankreich vertrieben hatte.

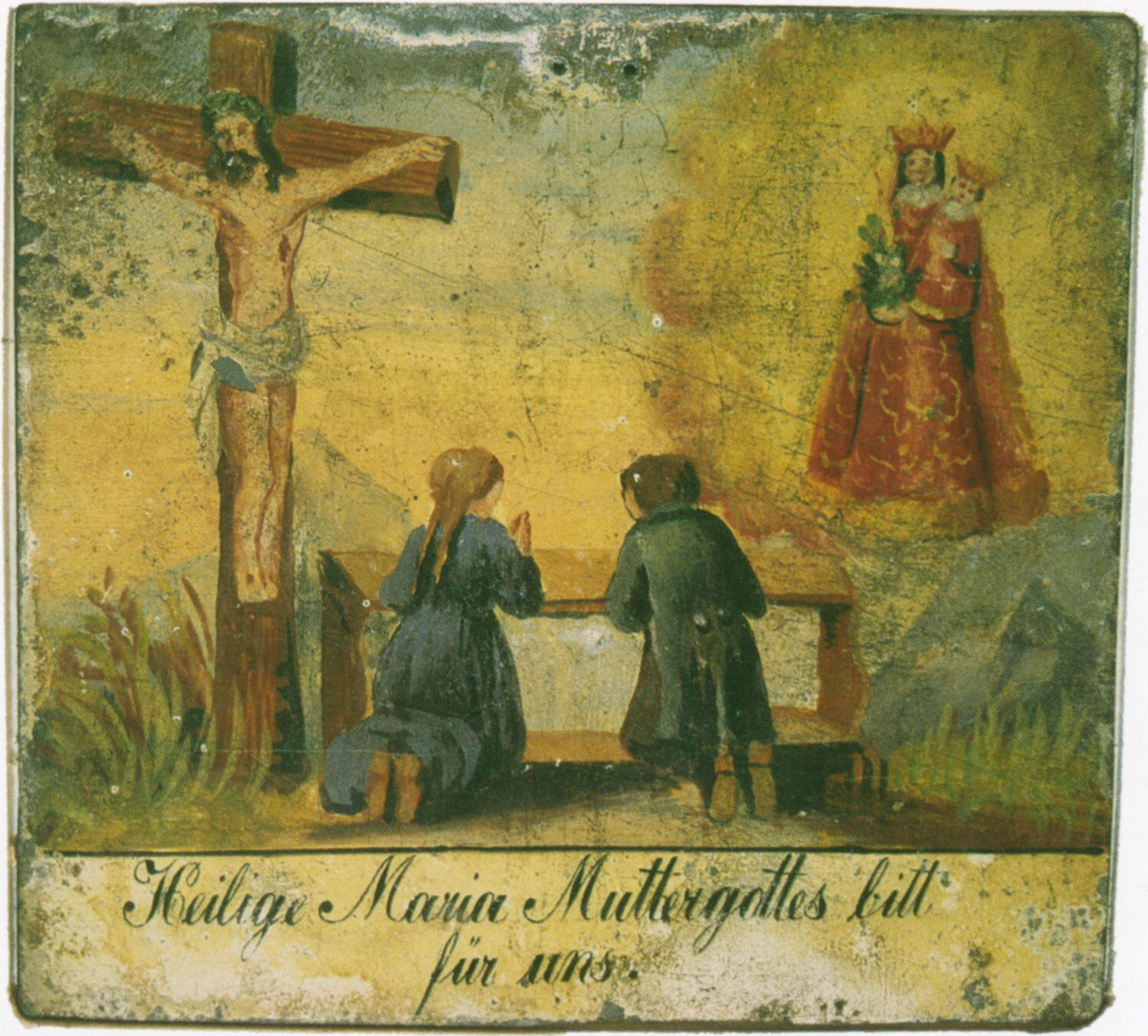
Votivbild aus dem 19. Jahrhundert

Im Sommer 1803 bat eine Abordnung von Triberger Bürgern Klemens Maria Hofbauer mit seinen Redemptoristen, die Wallfahrt zu übernehmen. Hofbauer hatte in Jestetten die erste deutsche Niederlassung des 1732 in Italien entstandenen Ordens gegründet. Ignaz Heinrich von Wessenberg, Generalvikar des letzten Konstanzer Bischofs Karl Theodor von Dalberg, unterstützte den Plan zunächst. Ende Mai 1805 traten fünf Patres, unter ihnen Hofbauer, ihr Amt in Triberg an. Viele Triberger und Wallfahrer waren fasziniert, besonders von den feierlichen Gottesdiensten. Es gab aber auch Kritik. Hofbauer und Wessenberg entfremdeten sich, Wallfahrtsdirektor Höhn wurde ein scharfer Gegner der Redemptoristen. Hofbauer, „in seiner Frömmigkeit selber der barocken Tradition verhaftet, wußte um die Freude des Volkes am feierlich erhabenen Gottesdienst, der die Schaulust befriedigte, sich vom Alltag abhob, und setzte ihn gezielt als Mittel der Missionierung ein. Natürlich mußte das mit den Ideen Wessenbergs zusammenstoßen, für den ein derartiger Gottesdienst ‚Belustigung der Sinne‘ war und damit das Gegenteil von ‚Anbetung im Geiste und in der Wahrheit‘.“ Man spottete, Hofbauer brauche „auch in Privatmessen 2 Zeremoniare in Chorröcken, wie im feierlichen Gottesdienst stets Diakon und Subdiakon“. Die Atmosphäre in Triberg war binnen kurzem vergiftet. Höhn floh nach Villingen, um Misshandlungen zu entgehen, „bis die Wuth und der Aufstand des Pöbels wiederum um etwas gesunken“ sei. Ende Oktober 1805 erklärte Wessenberg die Berufung der Redemptoristen für erloschen, und Hofbauer begab sich unter Hinterlassung von zwei Patres in Triberg nach Babenhausen, um dort, im Bistum Augsburg, einen neuen Ansiedlungversuch zu unternehmen. Im Mai 1807 verließ der letzte Redemptorist Triberg. Höhn triumphierte: „Endlich und endlich sind die Redemptoristen den 16ten dieses Monats von Tryberg gänzlich abgezogen und haben bei niemandem, als bei ihren fanatisierten Anhängern Abschied genommen.“ „Die ganzen Streitigkeiten endeten schließlich damit, daß die Wallfahrtskirche durch Urkunde vom 4. Juli 1808 zur Pfarrkirche erhoben wurde, das Priesterhaus wurde Pfarrhaus, während die Stadtkirche zur Filialkirche erklärt und das Pfarrhaus in der Stadt dem Amtsschreiber zur Verfügung gestellt wurde.“
Von nun an war Maria in der Tanne in erster Linie Pfarr- und nicht mehr Wallfahrtskirche. Die neue badische Regierung war Wallfahrten nicht günstig, und die Geistlichkeit blieb lange von der Skepsis Wessenbergs geprägt. Auftrieb kam mit dem zweiten Freiburger Erzbischof, Hermann von Vicari. Er sah in der Wallfahrt eine Äußerung echter Katholizität, die von den liberal-protestantischen Regierungen systematisch unterdrückt würde. 1850 hielten Patres der Redemptoristen eine Volksmission.

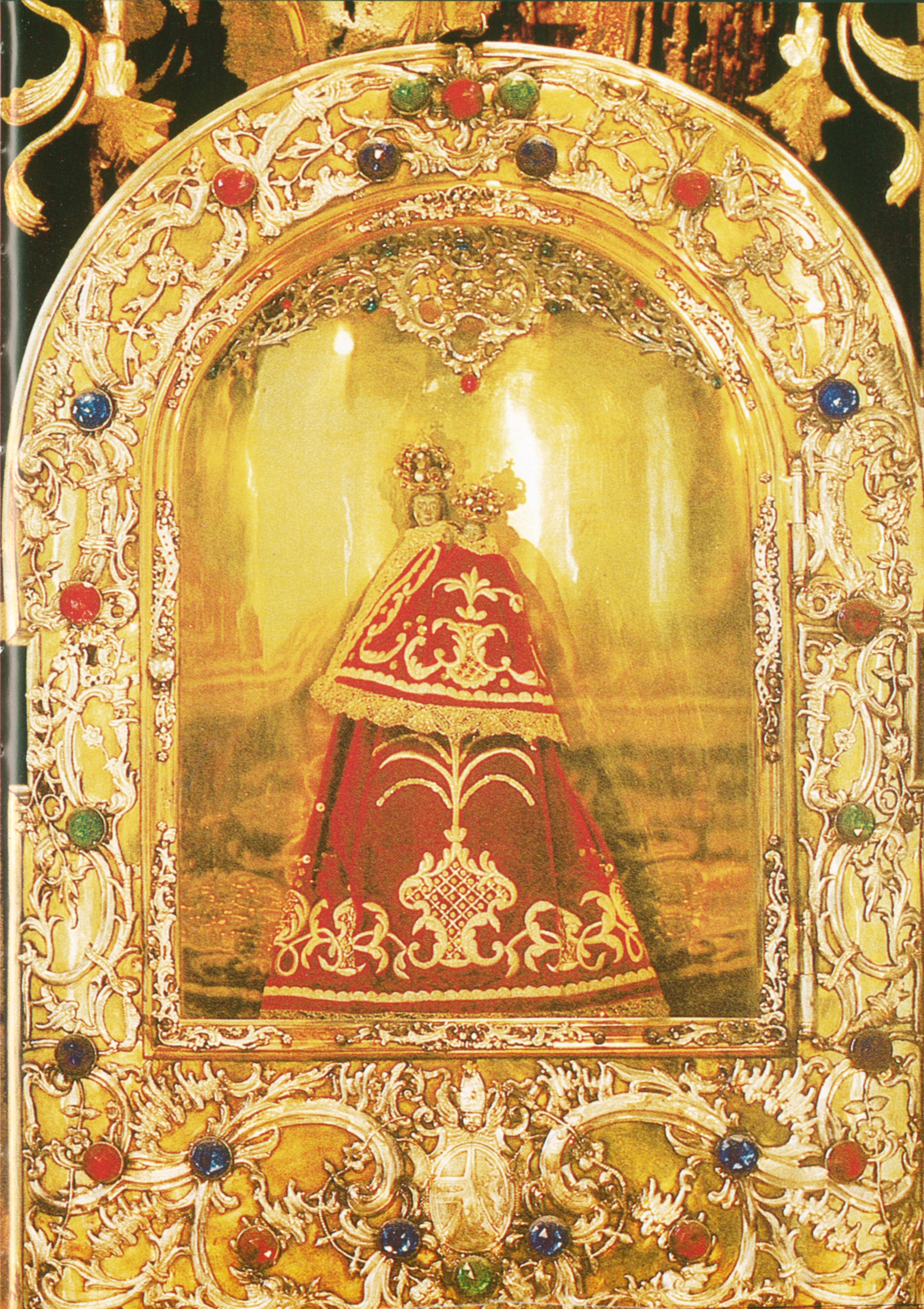
Gnadenbild mit dem „rothen Röcklein“ der Tiroler Soldaten

In der zweiten Hälfte des 19. Jahrhunderts konkurrierten Eisenbahn-Fernwallfahrten etwa nach Lourdes mit den lokalen Gnadenorten. Wirtschaftliche Vorteile aus dem Wallfahrtswesen wurden durch den steigenden Tourismus kompensiert. 1926 erschien in der Freiburger Bistumszeitschrift Konradsblatt ein Artikel über Triberg:

„Doch ist nicht zu verkennen, daß am Verlauf des 19. Jahrhunderts der Andrang zu Unserer Lieben Frau in der Tanne immer mehr nachließ, wozu der den äußeren Religionsübungen abholde Zeitgeist, später das Aufblühen
anderer badischer Wallfahrtsorte und Einsiedeln mit seinen Pilgerzügen und schließlich vielleicht auch noch das allmählich aufkommende Kurgastwesen in der Stadt Triberg beitrugen. Doch wird noch bis heute der Samstag als Wallfahrtstag und besonders das Fest Mariä Himmelfahrt gefeiert, wo manch ein berühmter Prediger <…> das Volk für Gott zu erwärmen und begeistern weiß. Ein inniger Wunsch sei hiermit zum Schlusse geäußert, es möchten Pilgerzüge auch nach Triberg veranstaltet werden, mit einmaliger Übernachtung. Günstige Zeiten wären hierfür die Monate Mai und Oktober <…>, wo entweder erst wenige Kurgäste da sind oder die eigentliche Kurzeit wieder verflossen ist. Für Wohngelegenheit ist ja reichlichst gesorgt.“

Nach dem Zweiten Weltkrieg wurde Maria in der Tanne viel besucht. Die Villinger Kreiszeitung berichtete über die Männerwallfahrt 1962:

„Wohl über tausend Männer und Jungmänner des Dekanats Villingen und der näheren Umgebung Tribergs, sowie des Kinzigtales waren es, die am
Sonntag bei herrlichstem Sonnenschein zum Wallfahrtstag zur Maria in der Tanne gekommen waren. Die altehrwürdige Wallfahrtskirche konnte die Pilger kaum fassen, fast erwies sich dieses Gotteshaus als zu klein. Doch gerade durch die große Teilnahme wird eine Standeswallfahrt ihrem Sinn gerecht und dies hat die Wallfahrt am Sonntag in Triberg bewiesen. Sie
wurde zur Kundgebung des Glaubens, eine Begegnung katholischer Männer, um für Christus, Maria und die Kirche einzustehen, sie zu bekennen und für sie zu leben.“

Neben großen Gruppenwallfahrten blieb Maria in der Tanne „Hauswallfahrt für die engere Region, das mag sie heute noch sein – als Beichtkirche wird sie nach wie vor geschätzt. Daß sie einstmals aber sogar überregionale Ausstrahlungskraft hatte, das ist dem öffentlichen Bewußtsein weitgehendst entschwunden.“

## Baugeschichte

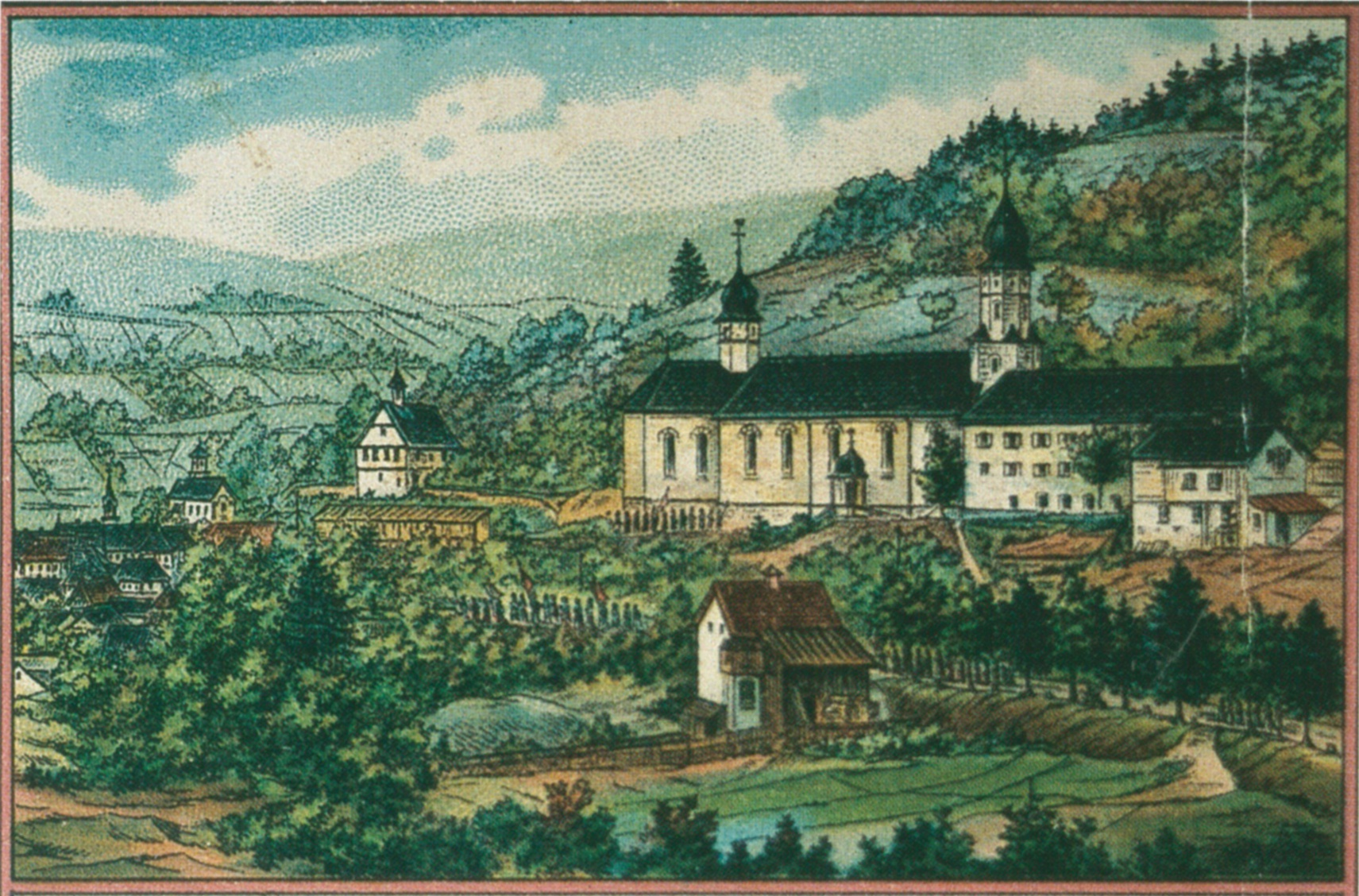
Kirche und Umgebung um 1800

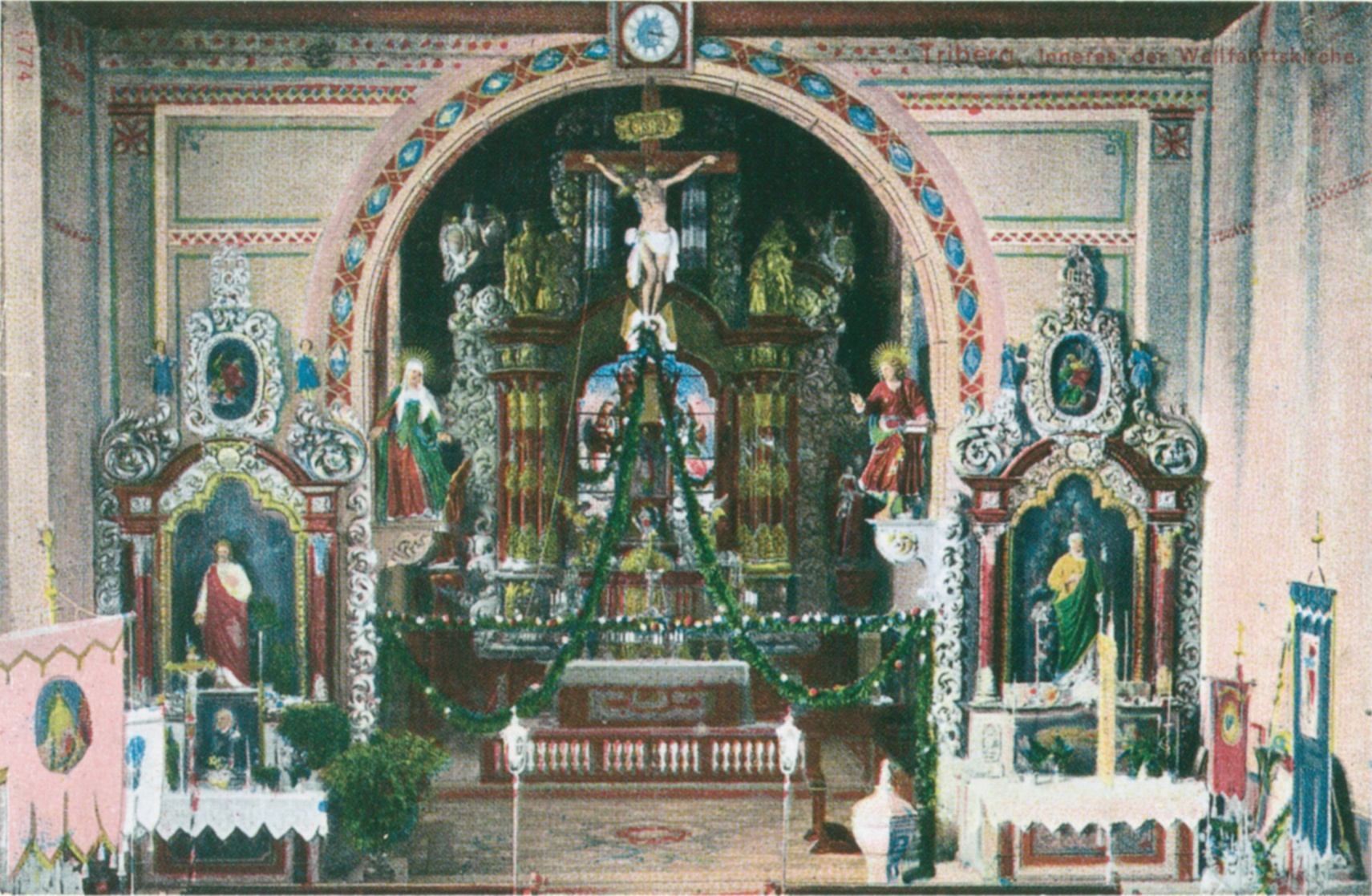
Inneres 1911

Die Steinkapelle von 1697 wurde bald zu klein. 1699 begann man mit Sprengungen für einen größeren Bau. Sein Architekt ist unbekannt. Die Kapelle beließ man zunächst und begann mit dem Turm des Neubaus sowie dem Schiff mit einem Eingang auf der bergseitigen „Männerseite“ (der vom Eingang mit Blickrichtung zum Chor rechten Seite). Nach Fertigstellung wurde die Steinkapelle abgerissen, und an ihrer Stelle wurden Chor und Sakristei errichtet. 1703 wurden die Seitenaltäre angefertigt. 1704 stand der Dachreiter über dem Chor. 1705 wurden Hochaltar und Kanzel eingebaut, und am 21. November wurde der erste Gottesdienst gefeiert. 1708 wurde der Grundstein für ein Priesterhaus gelegt. Am 28. April 1716 erfolgte die feierliche Konsekration durch den Konstanzer Weihbischof Konrad Ferdinand Geist von Wildegg. 1717 erhielt die Balkendecke des Schiffs eine Bretterverschalung aus Holz. 1787 wurde eine Straße zur Kirche geführt und der Haupteingang auf die talseitige „Frauenseite“ verlegt. 1865, 1891 und 1911 gab es Renovierungen, 1936 eine neue Heizung. 1945 wurde die Kirche bei kriegsbedingten Straßensprengungen beschädigt. 1983 bis 1987 erfolgte eine Generalsanierung. Im Jahr 2000 wurde der Chorraum mit Elmar Hillebrands Volksaltar und Ambo neu gestaltet. Die Konsekration nahm der Freiburger Erzbischof Oskar Saier vor.

## Gebäude

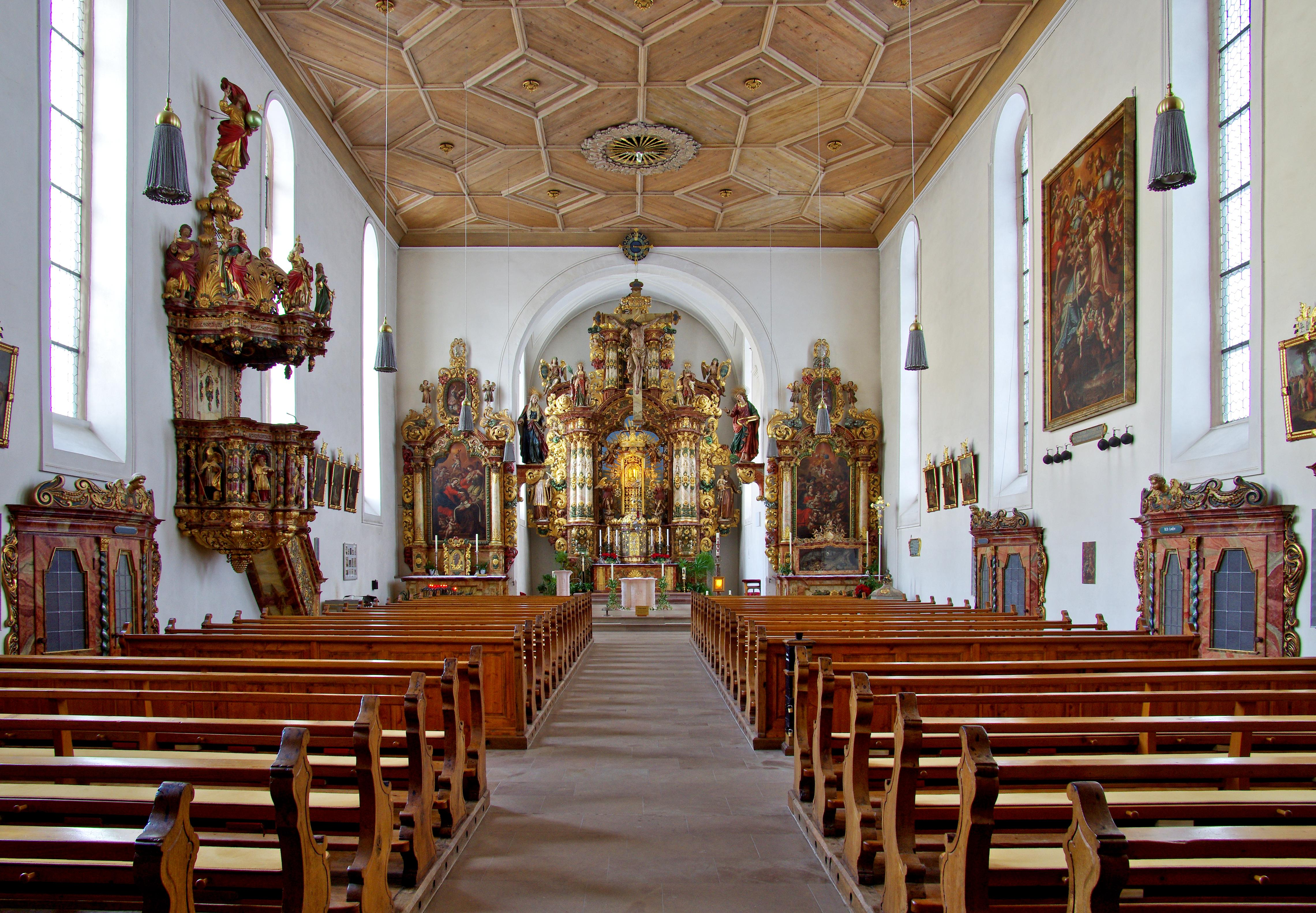
Blick Richtung Chor

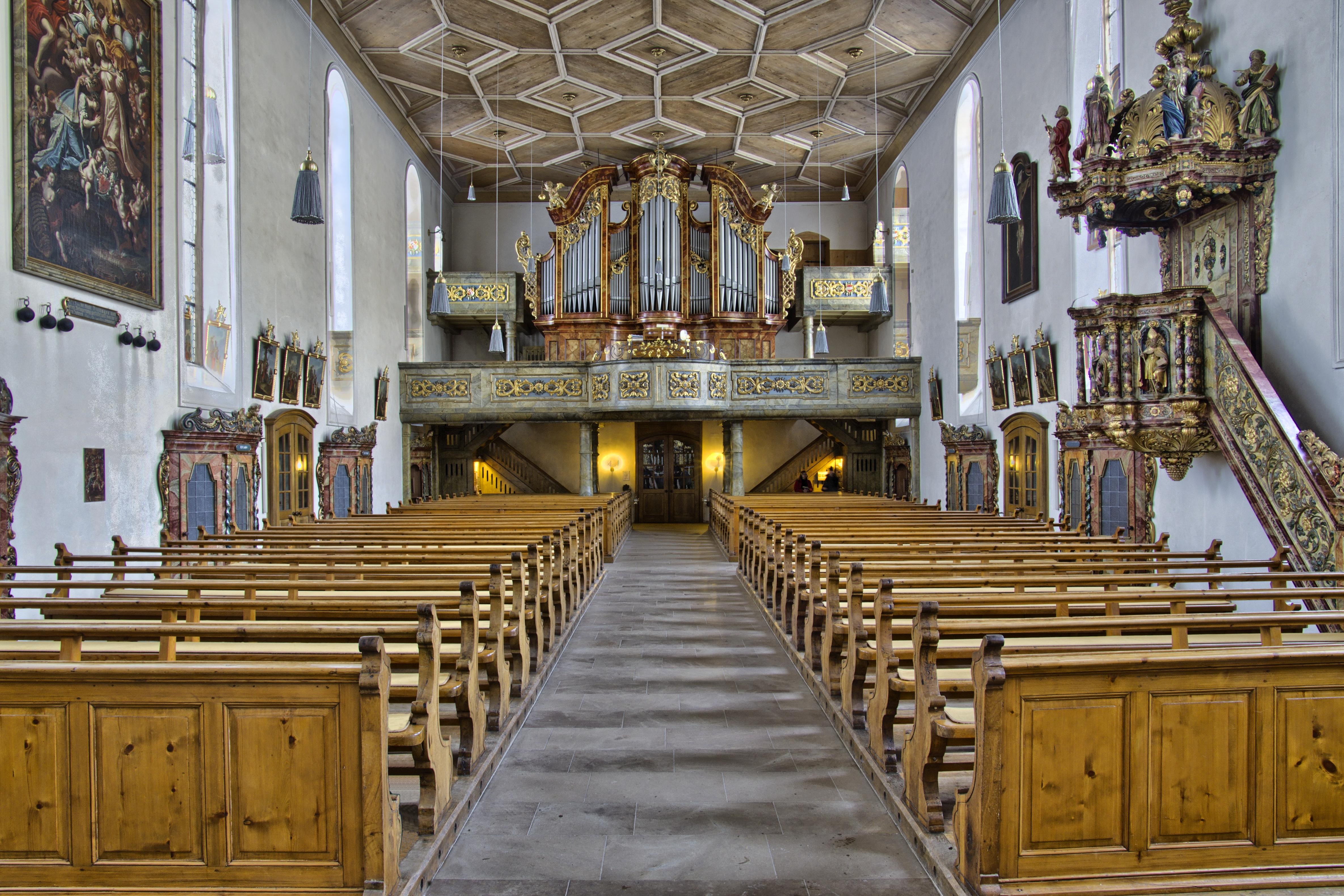
Blick Richtung Orgelempore

Die geostete Kirche liegt mit ihrer Hauptachse parallel zum Hang. Ein Hausteinsockel gleicht Geländeunebenheiten aus und umspannt den Bau, dunkel mit den weißen Wänden darüber kontrastierend. Ein tief herabgezogenes Satteldach deckt das Schiff, ein Dach mit gleicher Firsthöhe die schmalere, außen polygonal geschlossene Folge von Chor und Sakristei. „Hohe, schmale Fenster laufen rhythmisierend um den gesamten Bau und verleihen mit ihren Korbbögen und der leicht geohrten Rechteckrahmung der Außenansicht des Gotteshauses eine schlichte barocke Note.“ Auf dem wuchtigen Turm mit quadratischem Unter- und achteckigem Obergeschoss sitzt eine Zwiebelhaube. Der Dachreiter wiederholt dies, die Grenze von Schiff und Chor markierend, im Kleinen. Ein geschlossener Brückengang verbindet am Turm entlang Orgelempore und Priesterhaus.
Das Schiff ist von der Bretterdecke von 1717 mit geometrischen Mustern überspannt. Ein runder Chorbogen führt in den kreuzgratgewölbten Chor, der innen, anders als von außen zu vermuten, gerade schließt. Zwischen der geraden inneren und der polygonalen äußeren Mauer liegt die Sakristei.

## Ausstattung
War 1890 für Franz Xaver Kraus in Die Kunstdenkmäler des Grossherzogthums Baden Maria in der Tanne „ein künstlerisch werthloser Barockbau“, erwähnenswert einzig das silberne Hochaltarantependium und das Villinger Votivbild (siehe unten), so macht 2004 für Josef Läufer die großzügige, voluminöse Ausstattung die Kirche zu einem sehenswerten Juwel. Das Prägende – Altäre, Kreuzigungsgruppe, Kanzel, Beichtstühle und Orgelempore – ist Werk der Villinger Bildhauerfamilie Schupp, besonders des Anton Joseph Schupp, dem seine Brüder geholfen haben.

### Altäre

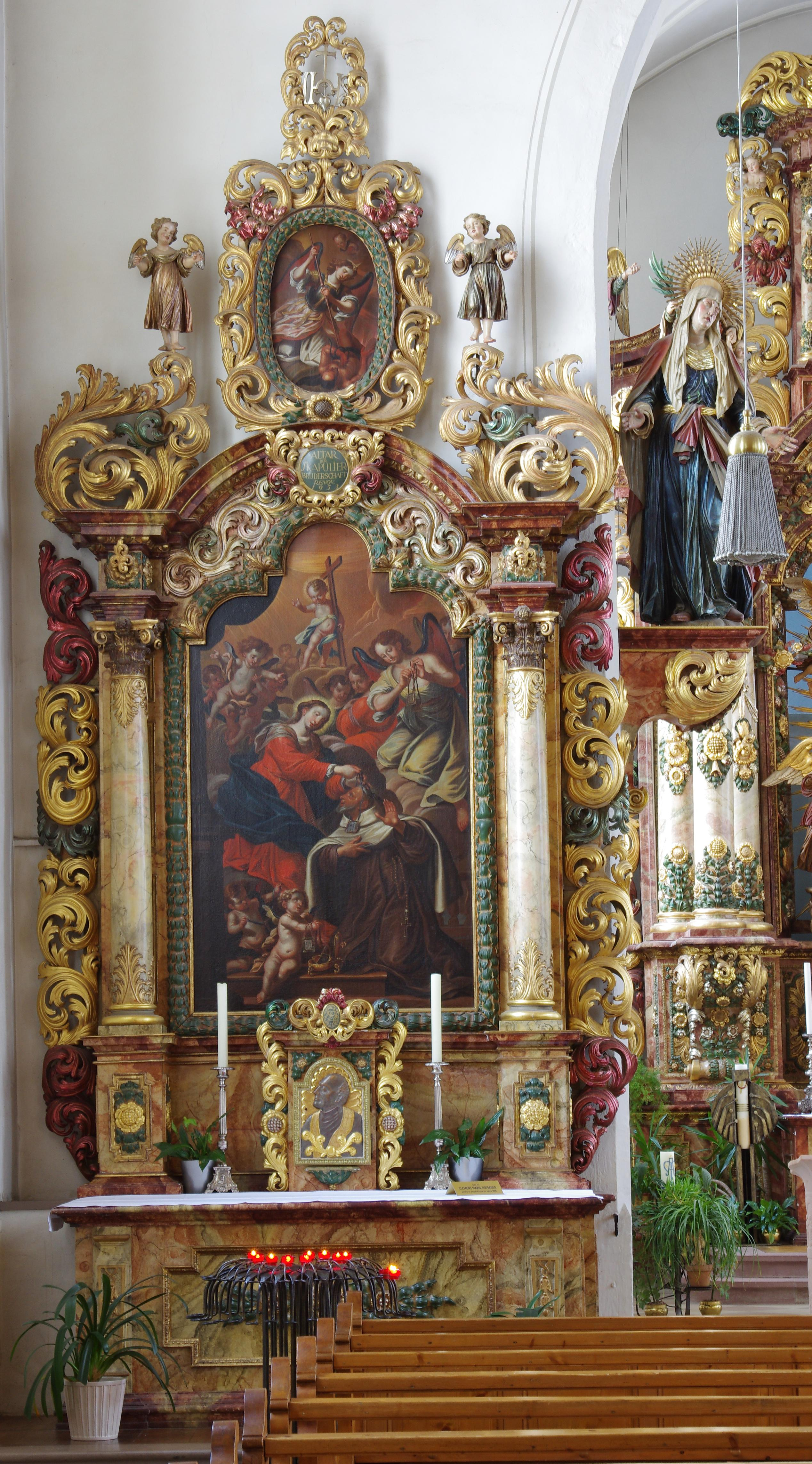
Linker Seitenaltar
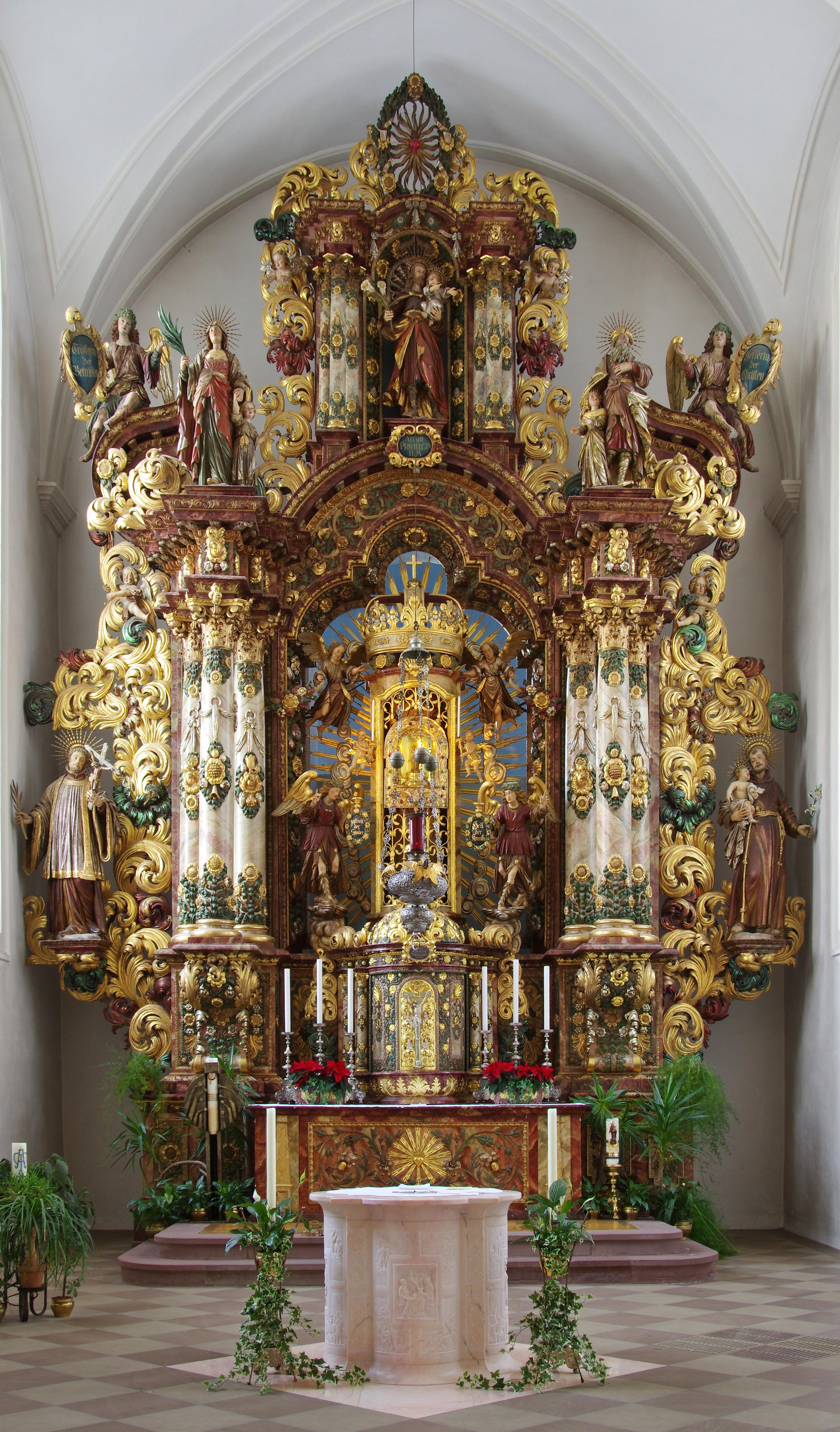
Hochaltar
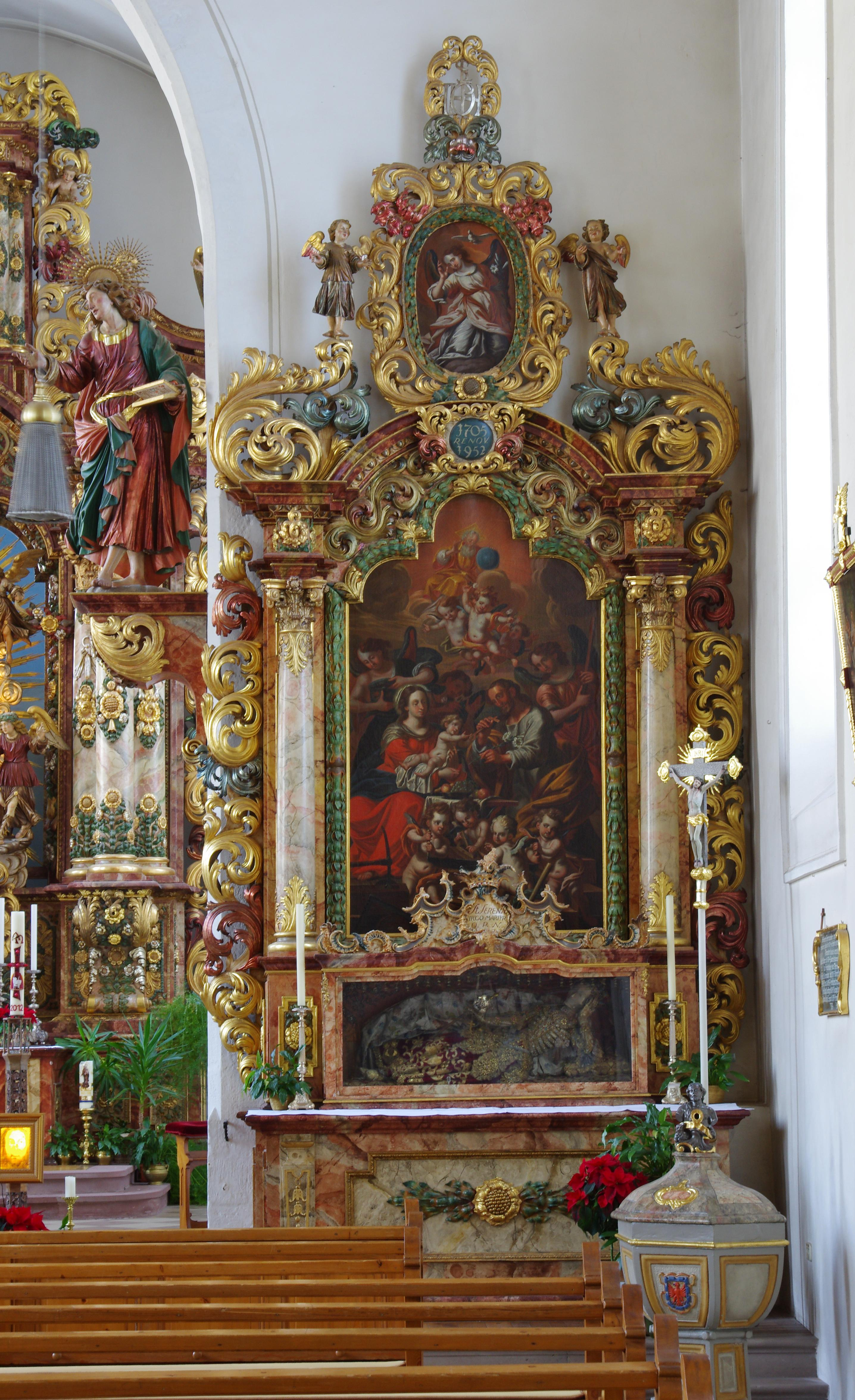
Rechter Seitenaltar
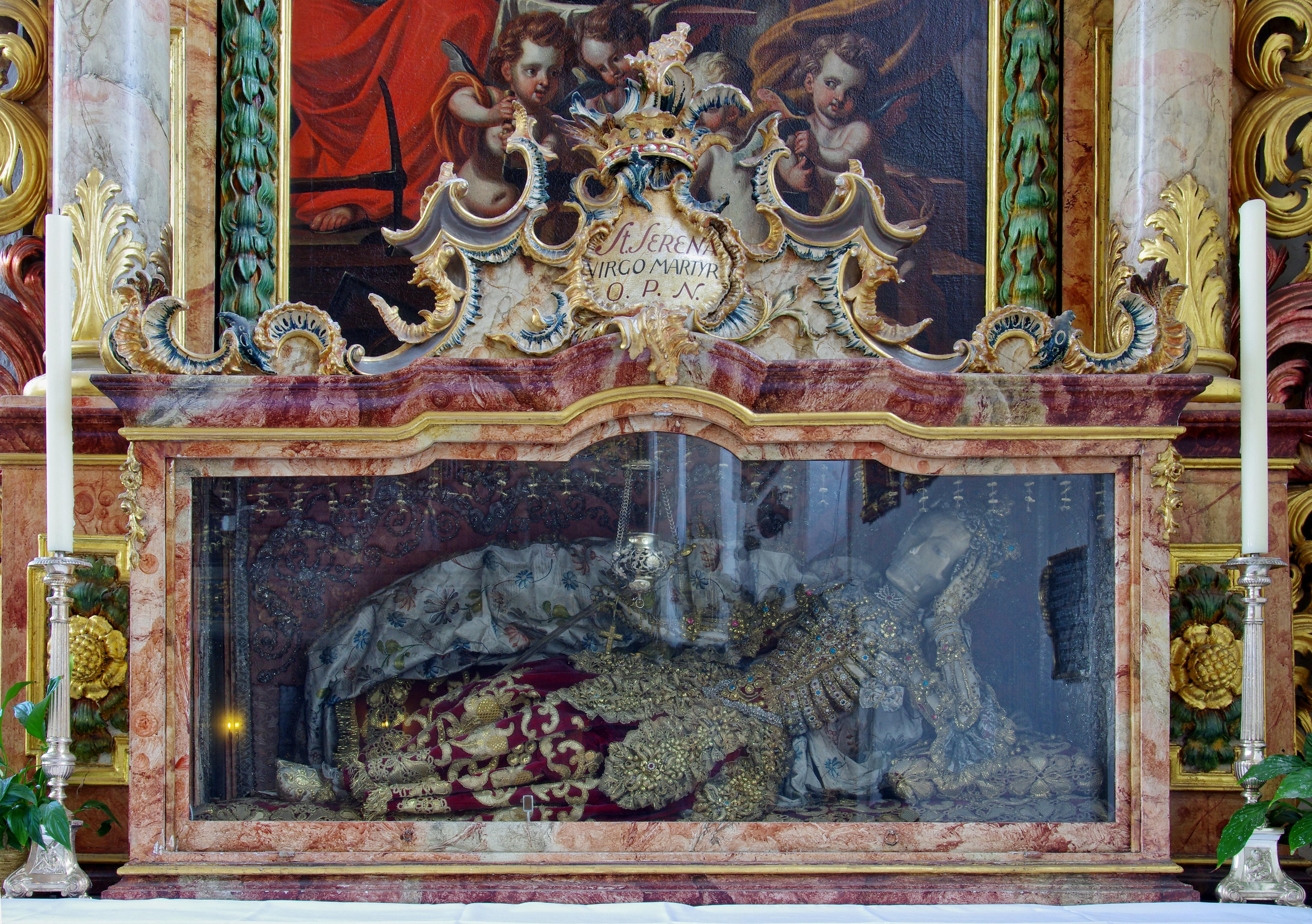
Serenaschrein

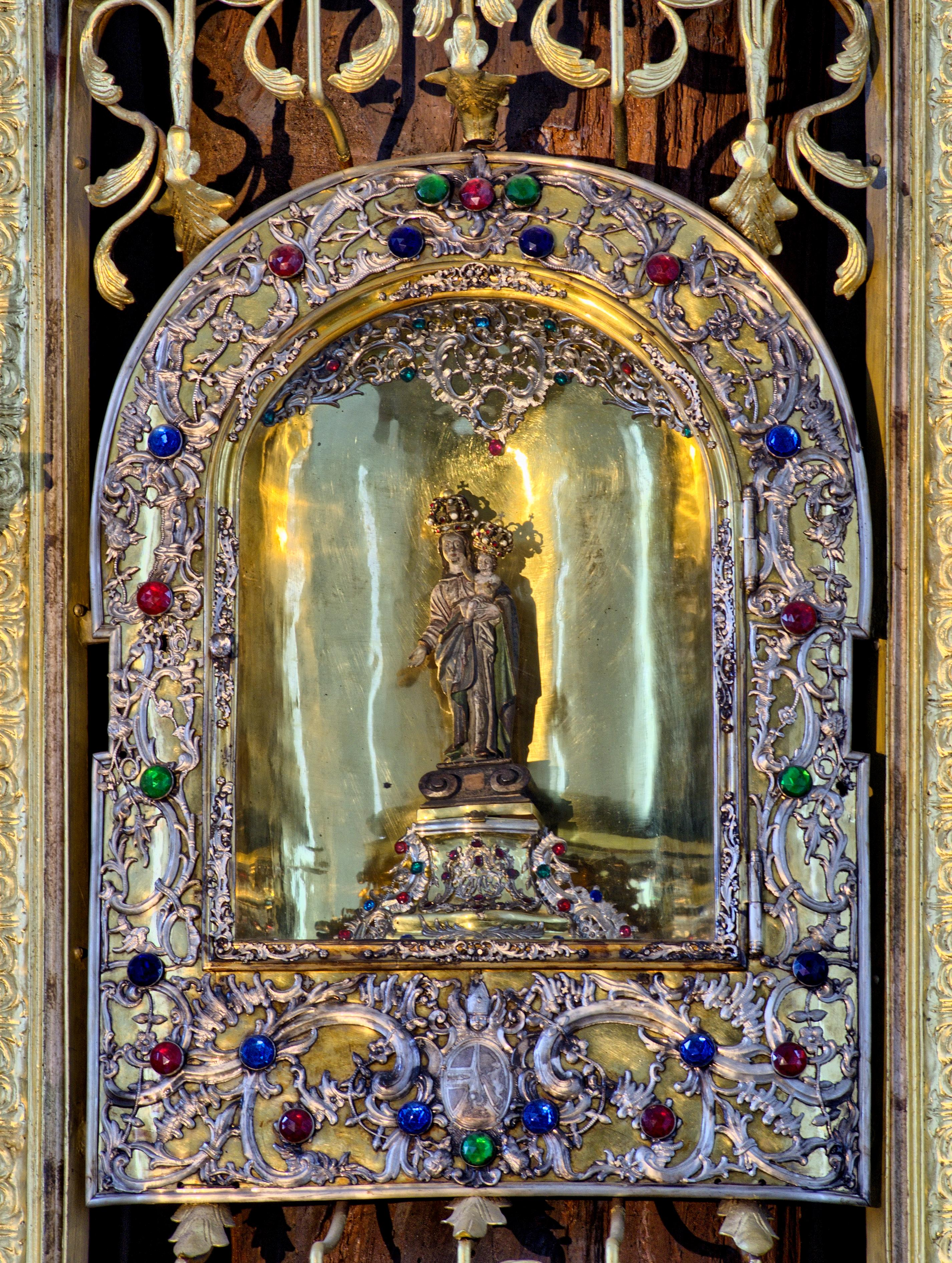
Gnadenbild

Der Hochaltar ist nach Brommer eine der bedeutendsten Barockschöpfungen vom Anfang des 18. Jahrhunderts im deutschen Südwesten, „ein echter Künstlertraum“. Beidseits flankieren drei Säulen das Gnadenbild und tragen auf schweren Gesimsen den Auszug. Das Gnadenbild könnte nach Brommer der Neukircher Bildhauer Bartholomaeus Winterhalder 1645 für Friedrich Schwab geschnitzt haben. In goldenem Rahmen steht es vor dem vergoldeten Tannenstück, das 1697 herausgesägt wurde. Vier große und zwei kleine Engel umschweben das Bild. Die beiden obersten halten eine große Krone. Je nach den religiösen Festtagen ist das Bild anders bekleidet. Unter ihm steht ein Jesusknabe, der auf sein Herz weist, von Joseph Kaltenbach (1735–1805), einem Schüler Matthias Fallers, Zeichen der nach 1700 in Vorderösterreich weit verbreiteten Herz-Jesu-Verehrung. Im Auszug stehen zwischen sitzenden Engeln Mitglieder der Heiligen Sippe, nämlich links Anna, nach apokryphen Schriften Mutter der Maria, mit dem durch den Kreuznimbus ausgezeichneten Jesusknaben, in der Mitte Josef von Nazaret, rechts Joachim, nach diesen Schriften Vater der Maria, mit seiner kleinen Tochter. Auf der Höhe des Gnadenbildes stehen auf Konsolen links der heilige Franz Xaver, rechts der heilige Antonius von Padua. Das Ganze ist mit Blütengehängen, Sonnenblumen und Akanthus aufs reichste geschmückt.
An Festtagen ziert ein silbernes Antependium den Hochaltar. Es wurde 1708 von Franziska Sibylla Augusta von Sachsen-Lauenburg, der Gattin des Markgrafen Ludwig Wilhelm von Baden-Baden, des „Türkenlouis“, als Dank für die Genesung ihres sechsjährigen Sohnes Ludwig Georg Simpert gestiftet. Angefertigt hat es der Augsburger Silberschmied Lorenz Biller (gest. 1726) – die weitaus kostbarste Triberger Votivgabe.
Dem Hochaltar angepasst, nur wesentlich schlichter, mit je einer Säule beidseits eines zentralen Gemäldes, stehen die Seitenaltäre vor dem Chorbogen. Die Gemälde schuf der Rottweiler Meister Johann Georg Glückher. Auf dem Bild des linken Altars, Altar der Skapulierbruderschaft, überreicht Maria dem heiligen Karmeliten Simon Stock das Skapulier. Im Oberbild kämpft Michael gegen den Satan. Ein Relief auf dem Tabernakeltürchen gibt Clemens Maria Hofbauer wieder. Auf dem Bild des rechten Seitenaltars ist die Heilige Familie versammelt. Über ihr schwebt Gottvater. Im Oberbild kündet Gabriel mit der Taube des Heiligen Geistes die Empfängnis Jesu an. Auf dem Altartisch steht der Serena-Schrein.

### Übrige Ausstattung
- Kreuzigungsgruppe

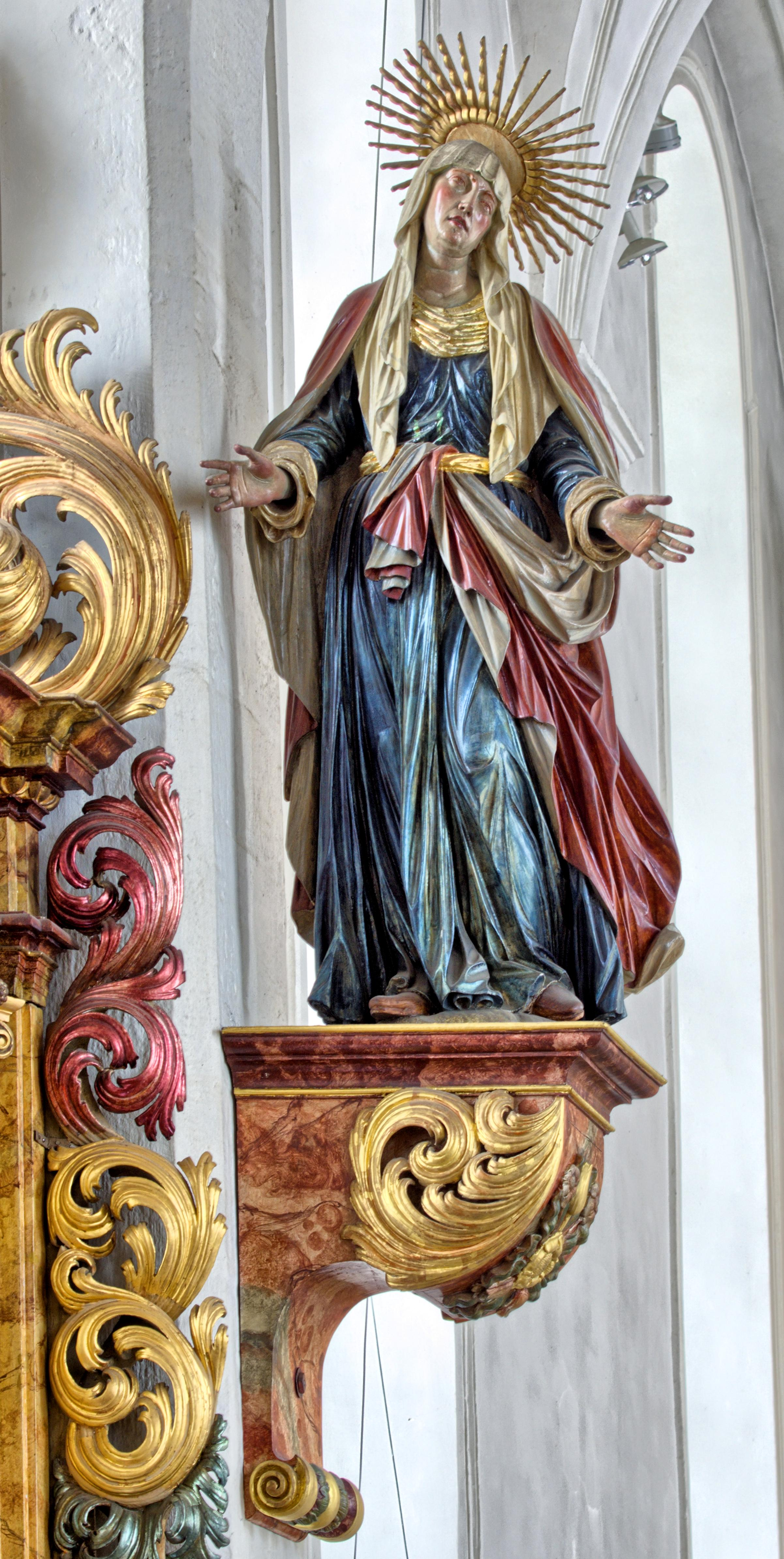
Maria
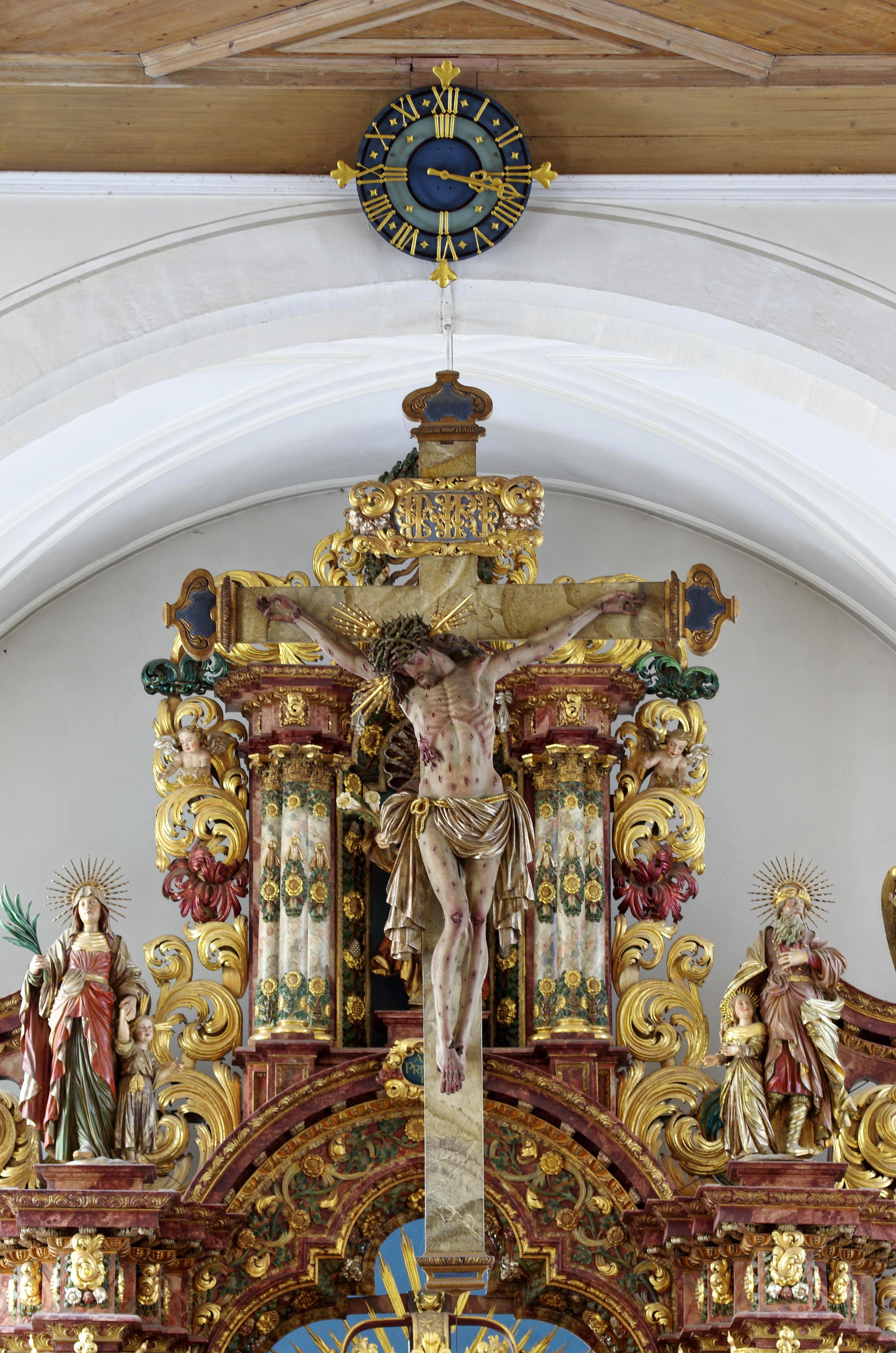
Kruzifix
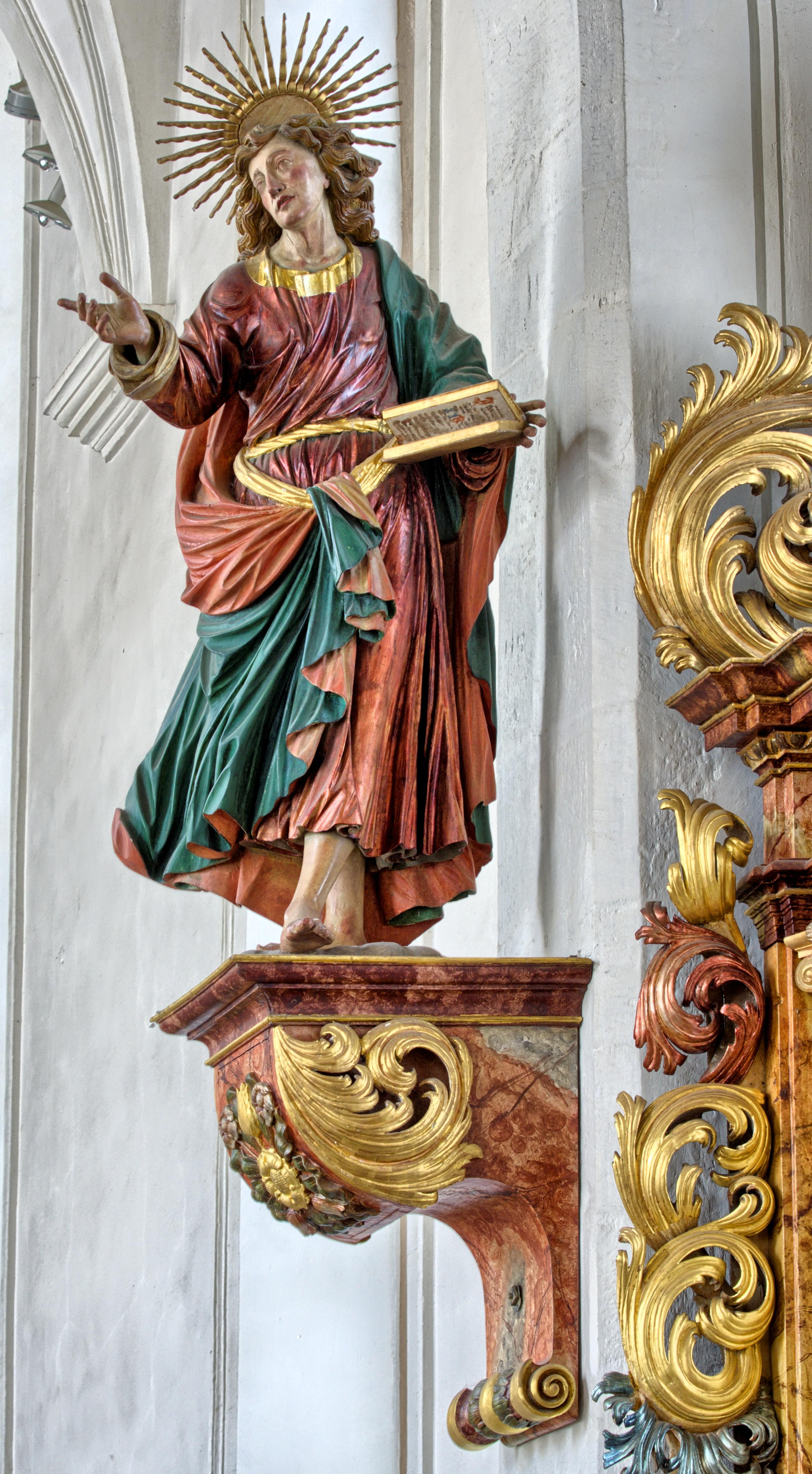
Johannes

Die trauernde Maria und der trauernde Johannes um den Kruzifix am Chorbogen werden zu Anton Joseph Schupps hervorragenden Bildwerken gerechnet.
- Auf der Kanzel steht zuoberst Christus als Salvator mundi mit dem Reichsapfel in der Hand. Unter ihm stehen auf dem Schalldeckel Petrus und Paulus und die Evangelisten mit ihren Attributen. Der massive Kanzelkorb mit Drillingssäulen präsentiert die vier abendländischen Kirchenlehrer Ambrosius von Mailand, Hieronymus, Papst Gregor den Großen und Augustinus von Hippo, „eine mächtige Akzentuierung der Stelle <…>, von der aus das Wort Gottes verkündet und erklärt werden sollte“.[43]

- Der Taufstein wurde 1814 aus St. Blasius und Quirinus nach Maria in der Tanne übernommen. Er trägt die Wappen Vorderösterreichs, Tribergs und der Herren von Fürstenberg und wurde wohl um 1620 geschaffen, als Triberg an Jakob Ludwig von Fürstenberg (1592–1627) verpfändet war.[44] Ähnliche Taufsteine stehen in Nußbach[45] und Schonach. Den Deckel krönt eine anmutige Rokokoskulptur Johannes des Täufers mit seinem Lamm, vermutlich von Joseph Kaltenbach.

- An der linken Chorwand hängt ein Porträt Klemens Maria Hofbauers.

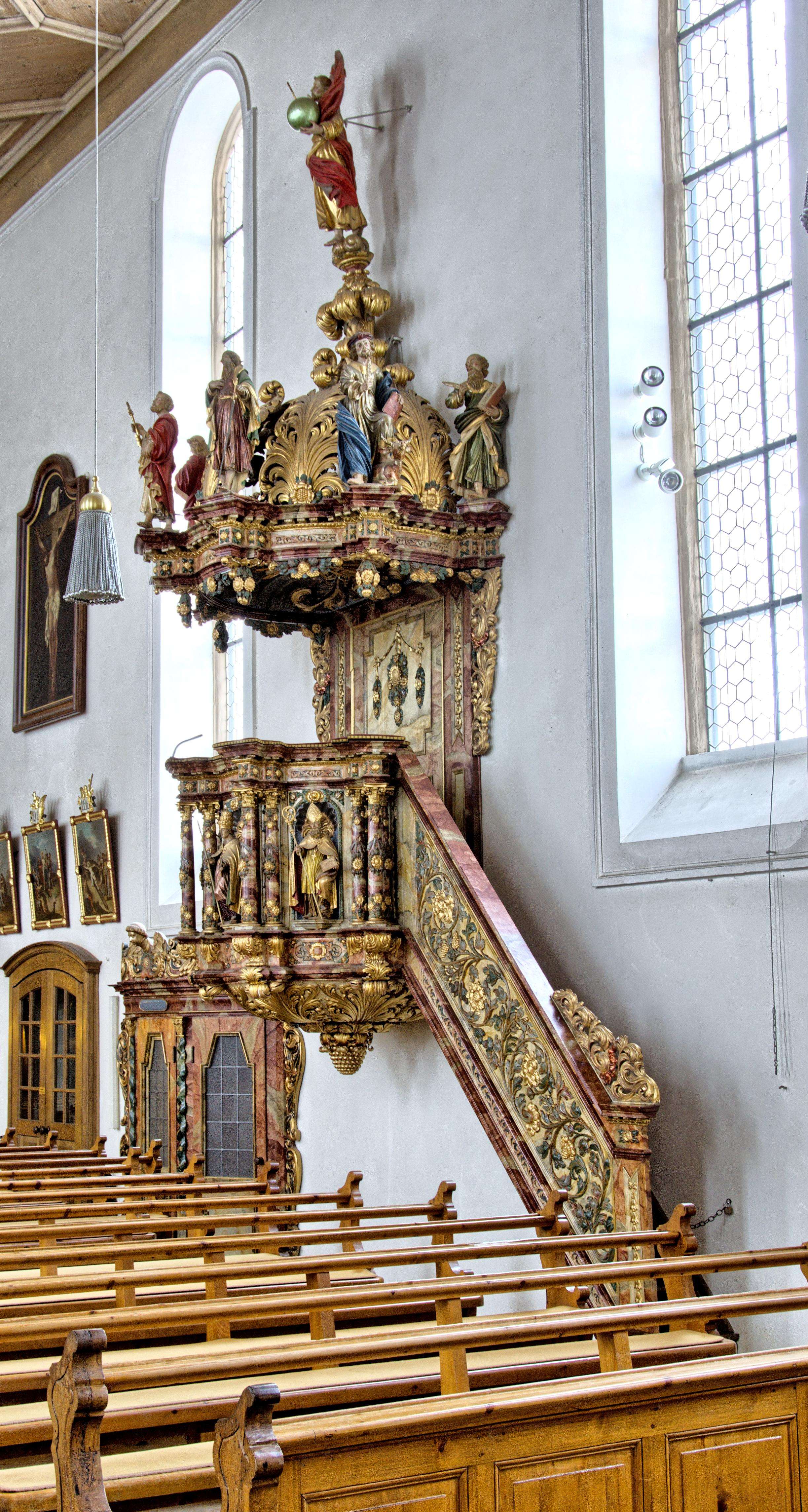
Kanzel
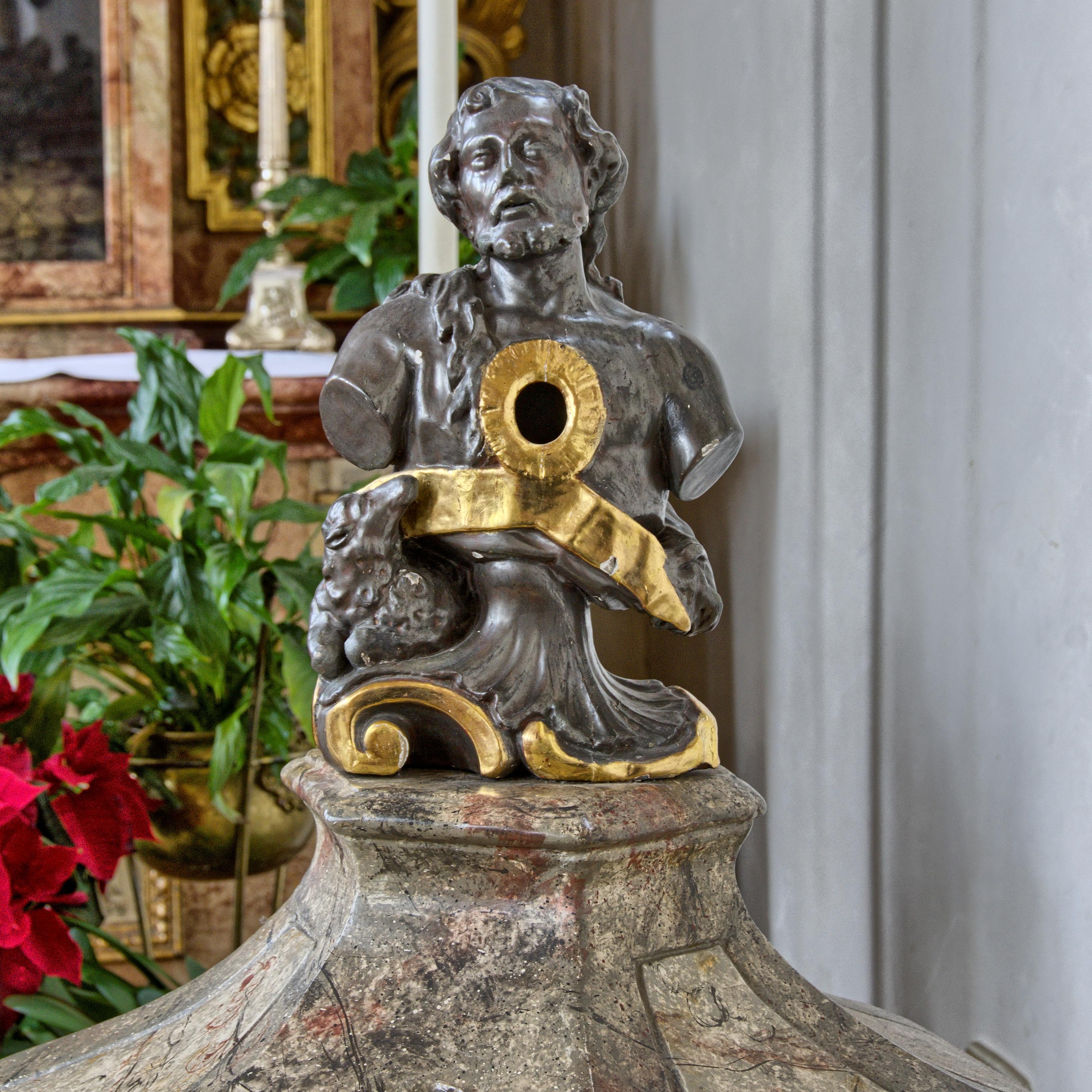
Taufsteindeckel
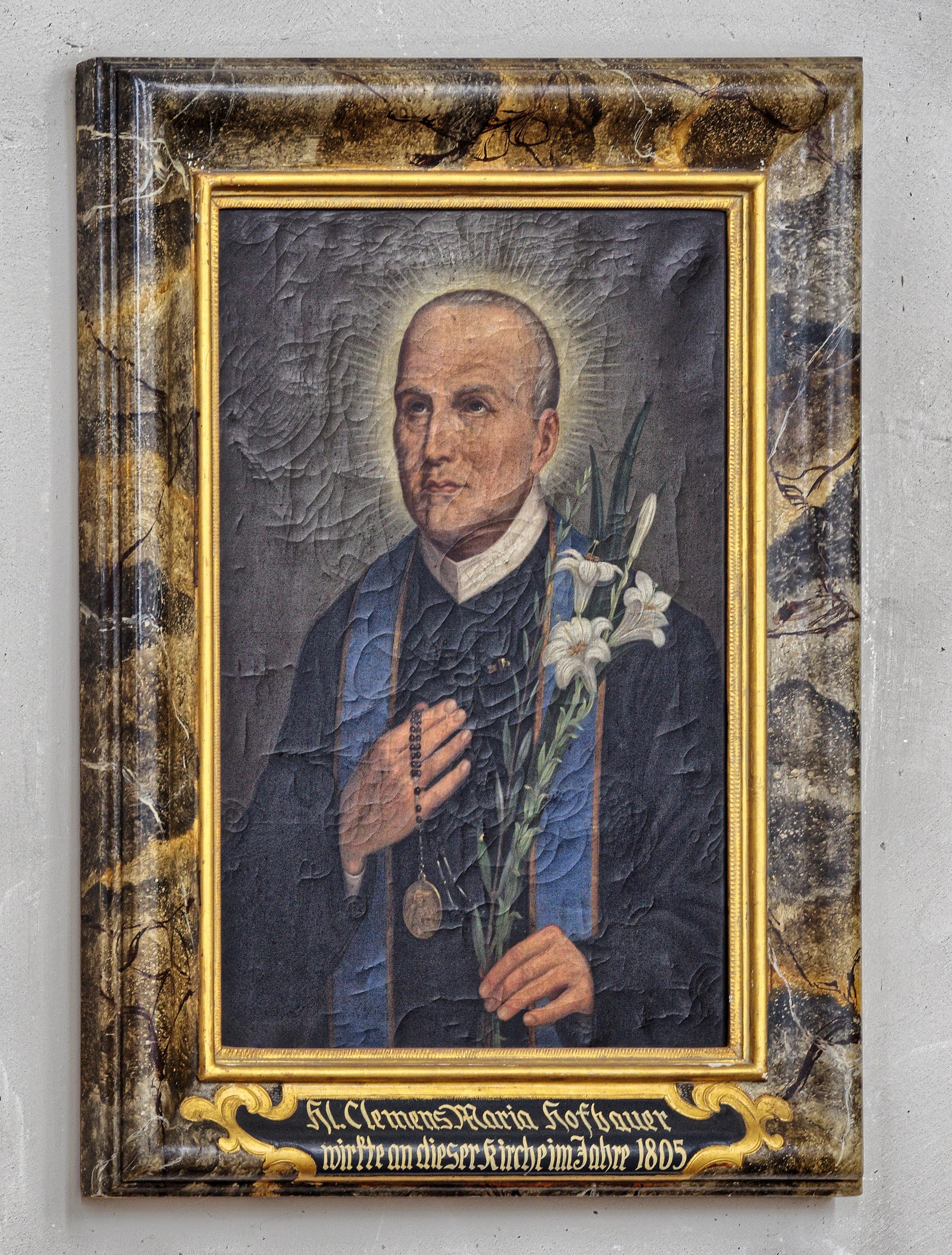
Klemens Maria Hofbauer
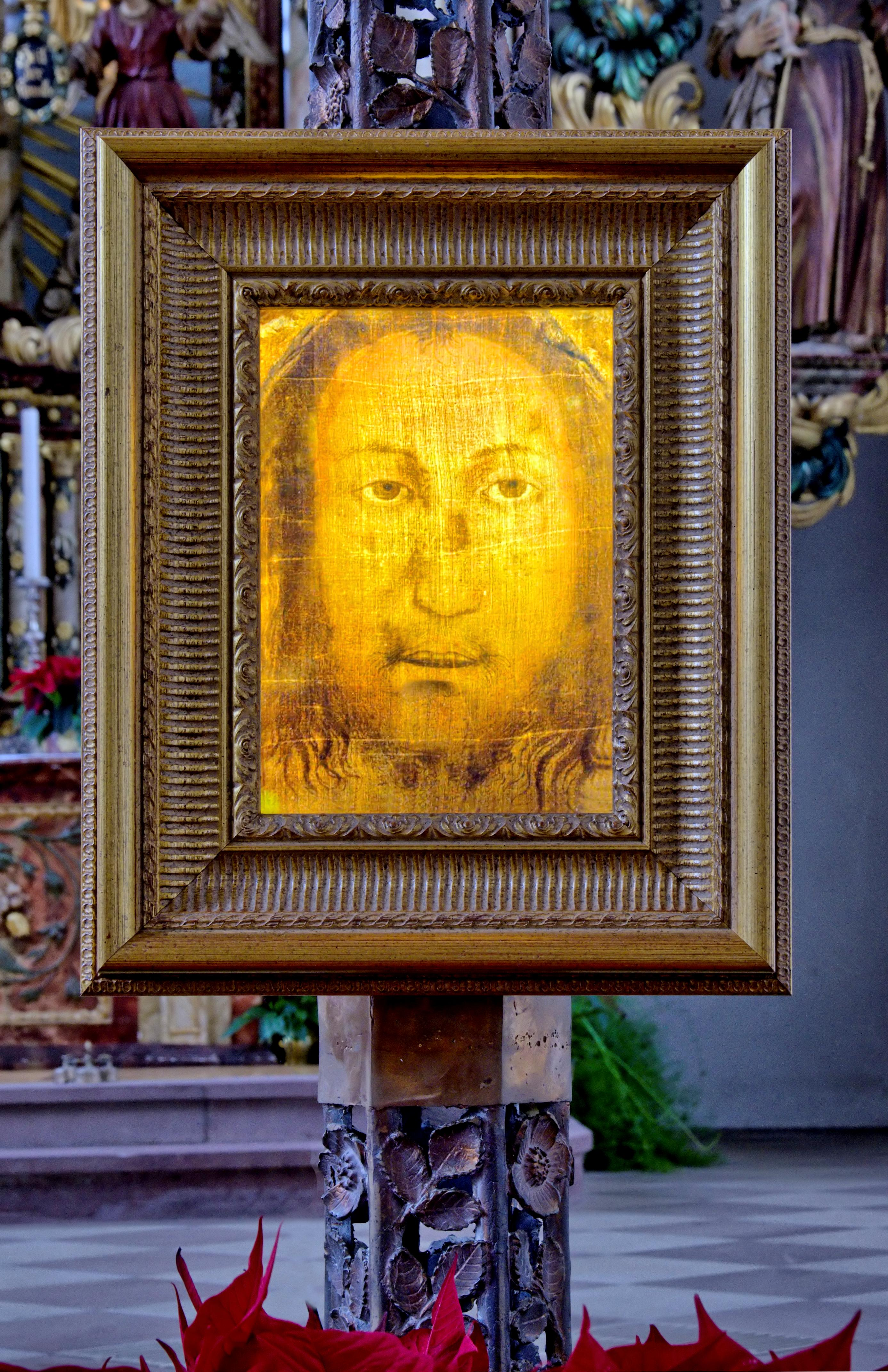
Schleier von Manoppello

- An der rechten Wand des Schiffs hängt, vier Meter hoch und drei Meter breit, das Villinger Votivbild. Es stammt aus der Zeit des Spanischen Erbfolgekriegs. Am 16. Juli 1704 begann der französische Marschall Tallard, Villingen zu belagern. Schon waren Breschen in die Stadtmauer gelegt, da zog der Feind ab, vielleicht weil der mit Frankreich verbündete bayerische Kurfürst Max Emanuel dazu aufgefordert hatte. In der Not hatten die Bürger versprochen, eine Votivtafel für Maria in der Tanne zu stiften, falls sie gerettet würden. Nach dem Rastatter Frieden von 1714 beauftragten sie Glückher, das Bild zu malen „herrlich und in perpetuam rei memoriam – zu immerwährenden Andenken an das Geschehen“.[46] Eine Villingen repräsentierende Frau in den Stadtfarben weiß und blau kniet vor Maria, die schützend den Mantel um sie legt. Darüber erscheint die heilige Dreifaltigkeit. Unten liegt die belagerte Stadt. Tallard reitet an der Spitze seines Stabes. Sechs Kanonenkugeln darunter erinnern zusätzlich an die Belagerung.

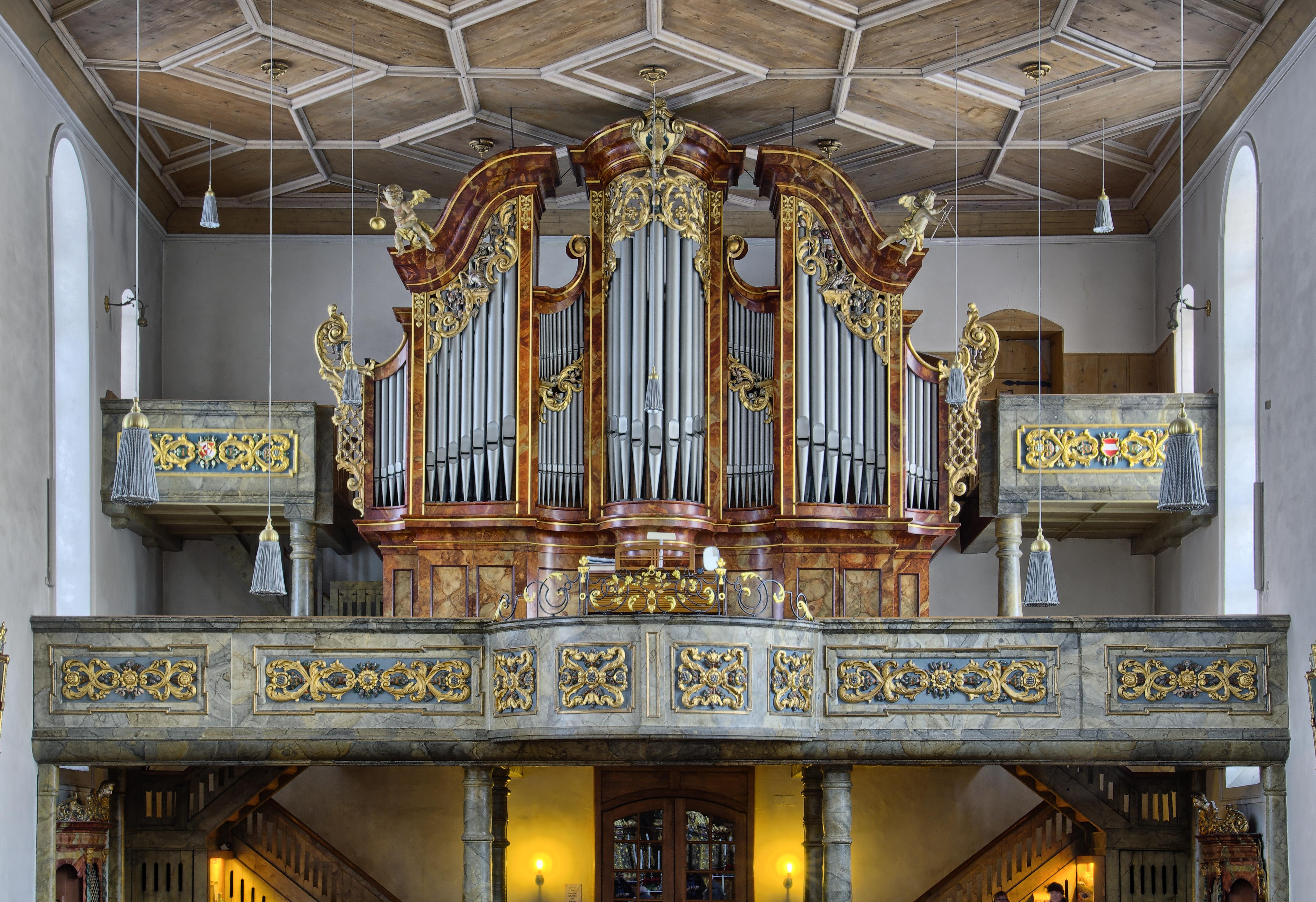
Orgel

- Im Chor wird als hinterleuchtetes Bild eine Kopie des Schleiers von Manoppello gezeigt, über den Josef Läufer forscht.[47]

- Die erste Orgel wurde 1707 eingebaut, die jetzige 1938. Das Werk stammt aus der Werkstatt Willy Dold in Freiburg im Breisgau, der Prospekt von Victor Mezger aus Überlingen und besitzt 31 klingende Register auf zwei Manuale und Pedal.[48]

## Glocken
Im vor den Eingangsgiebel der Wallfahrtskirche stehenden massiven Kirchturm, der im Erdgeschoss das Eingangsportal zur Kirche bildet, hängt ein vierstimmiges Glockengeläut aus Bronzeglocken in einem historischen hölzernen Glockenstuhl. Zwei historische Glocken (2 und 4) wurden 1725 von Johann Baptist Allgeyer gegossen und hingen ursprünglich im Dachreiter auf dem vorderen Teil der Kirche. Die Glocken 1 und 3 stammen aus der Karlsruher Glockengießerei und wurden 1986 hergestellt.
| Nr. | Durchmesser | Gewicht    | Schlagton |
| --- | ----------- | ---------- | --------- |
| 1   | 964 mm      | 486 kg     | gis′-2    |
| 2   | 800 mm      | ca. 350 kg | ais′-3    |
| 3   | 725 mm      | 220 kg     | cis″+1    |
| 4   | 630 mm      | ca. 150 kg | e″+1      |